# 黄祸
「黃禍」（英語：Yellow Peril）又稱「黃禍論」，是一種帶有種族主義色彩的隱喻，將東亞人物普遍述為對西洋世界的威脅。批評人士指它是新帝國主義時期伴隨誕生的產物，將侵略東方作為合理化的新帝國主義思想的支流。
作為來自東方世界的一種心理文化威脅，對黃禍的恐懼不是針對某一個民族或國家，在有時是種族性地針對整體的黃種人。作為仇外心理的一種形式，黃禍是對東方非白人的莫名恐懼，在美國作家洛斯羅普·斯托達德的作品《反對白人世界霸權的有色人種浪潮》中呈現。
19 世紀後期，俄羅斯社會學家雅克·諾維科夫在文章「Le Péril Jaune」中創造了「黃禍」這個詞。德國皇帝威廉二世執筆草稿，然後由畫家赫爾曼·克納克富斯完成了著名版畫「歐洲各国家，保衛你們的信仰和家園」，以此鼓勵各國去入侵、征服和殖民。德皇利用黃禍的種族意識形態，將日本在日俄戰爭中的勝利，描繪成亞洲種族對西歐白人的威脅，指中國和日本將結成聯盟，然後征服及奴役西洋世界。
漢學家梁永輝是這樣解釋這個詞的起源和種族主義意識形態：黃禍（有時是黃色恐怖或黃色幽靈）這個詞表達了西方對性的焦慮，對異族他者的恐懼，以及像斯賓格勒那樣相信西方將被東方超越和將被其奴役的信念。學者吉娜·馬爾凱蒂（Gina Marchetti）認為白人對東亞人的心理恐懼是植根在中世紀時蒙古入侵欧洲所產生的恐懼。黃禍結合了對異族文化的種族主義恐懼、性焦慮，以及相信西方將被東方黑暗的神秘的力量包圍，並將不可抗拒地被壓倒的信念。因此，西洋為了反對日本的軍國主義，將黃禍思想擴大到日本人民。此外，在19世紀末和20世紀初，作家們將黃禍思想發展成種族主義式的敘事主題，特別是在入侵文學、冒险小说和科幻小说等講述種族衝突的類型中特別常見。

## 起源
黃禍的種族主義和文化刻板印象起源於19世紀後期，當時清國工人大量移民至澳大利亞、加拿大、美國和紐西蘭。由於當時部分華工同意以低於當地白人的工資工作，這激起了部分白人對華人社區的種族主義反彈。

### 德意志帝國

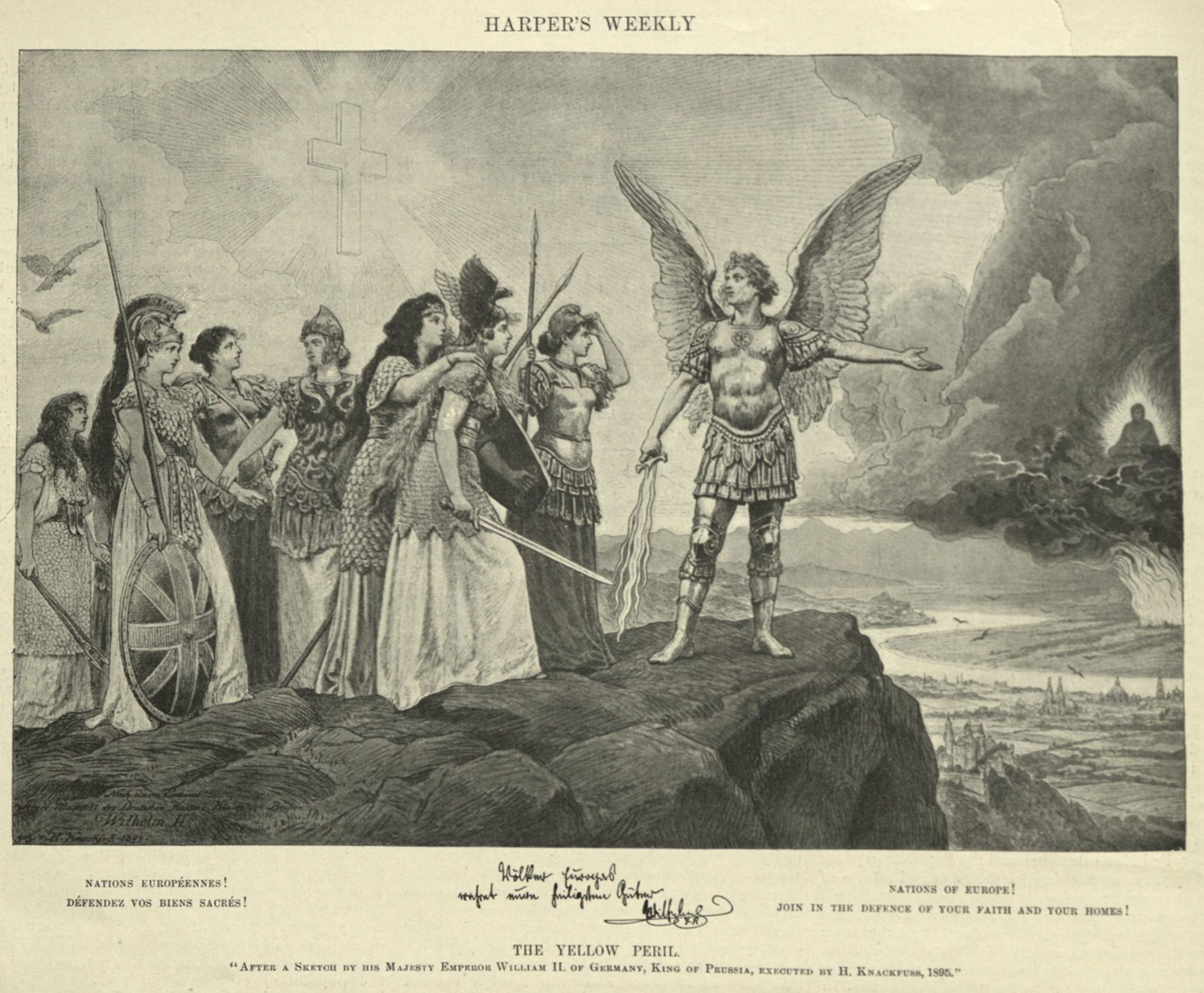
版畫「歐洲各国家，保衛你們的信仰和家園！」

自1870年以來，黃禍的恐懼在歐洲和北美盛極一時。在中歐，東方學家兼外交官马克斯·冯·巴兰德建議德皇威廉二世殖民清國。因此，德皇使用黃禍（Die Gelbe Gefahr）這個詞來合理化對清國的殖民行為。1895年，德、法、俄三國干涉了馬關條約的簽訂，迫使勝出甲午戰爭的日本放棄了遼東半島，這行為成為其後日俄戰爭的導火線，而當時德皇正是使用種族主義來號召反對黃種人。
此外，德皇使用赫爾曼·克納克富斯的版畫「歐洲各国家，保衛你們的信仰和家園」來向其他歐洲君主傳達他的地緣政治思想，並將德國描繪為歐洲的領導者。在政治上，德皇威廉二世相信即將會在20世紀爆發決定全球霸權的種族戰爭。

### 俄羅斯帝國

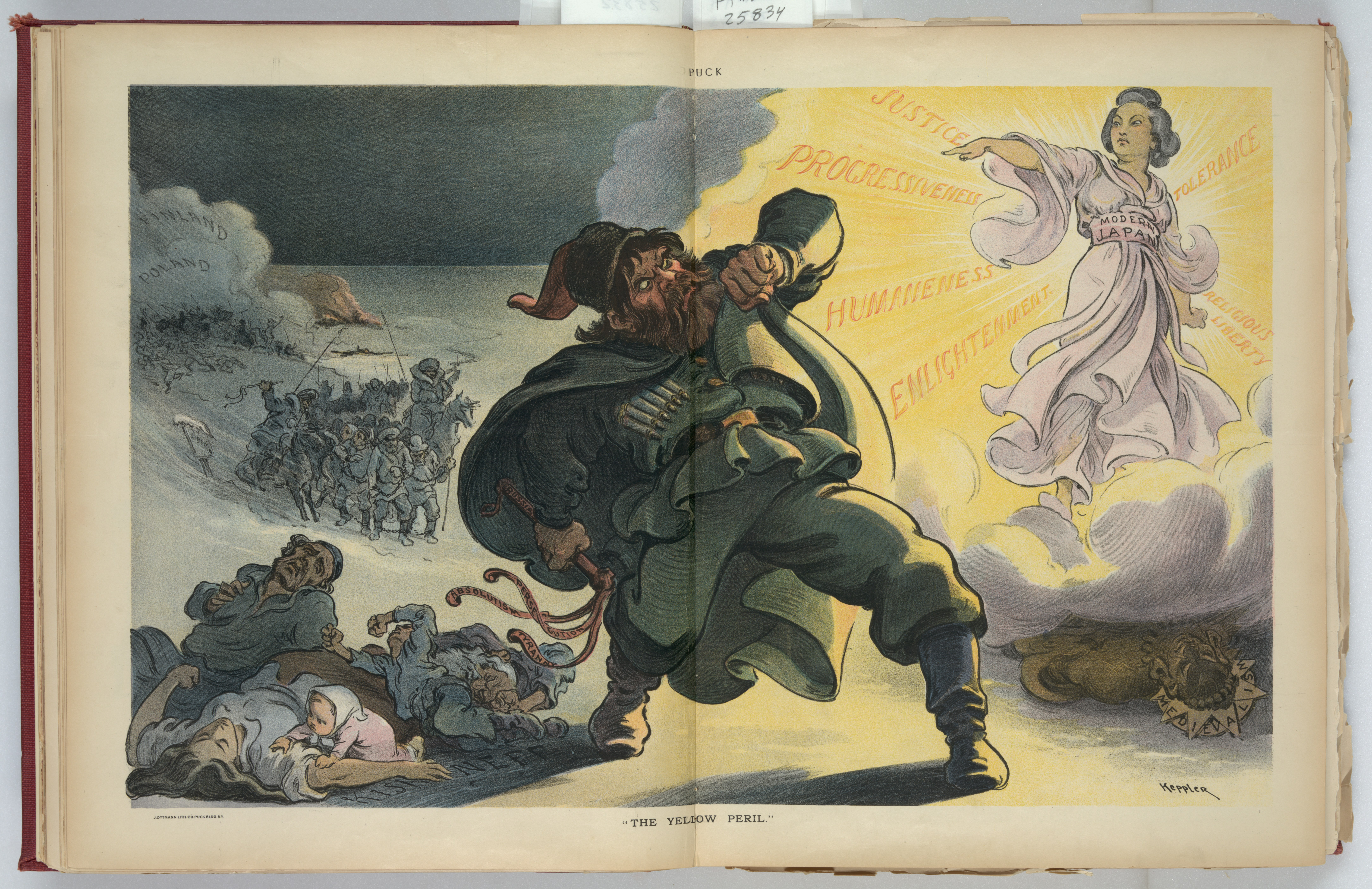
1905年由英國雜誌《Punch》所發表的卡通「黃禍」，值得注意的是遭到「黃禍」威脅的俄國被描繪成了野蠻的奴隸者，而英國的盟友日本則是散發正義之光的女神形象。

19世紀後期，清國根據《伊犁條約》收復了东干起义後俄羅斯佔領了十年的伊犁河流域東部地區。當時，西洋諸國的一些媒體借此宣揚清國是一個崛起的軍事強國，並利用黃禍意識形態來激起種族主義恐懼，把清國描繪成會將征服澳大利亞等西方殖民地。
當時俄羅斯帝國的作家們表達了對「拔都入侵」或「蒙古浪潮」的恐懼。弗拉基米爾·索洛維約夫將日本人和中國人結合成「泛蒙古人」，指他們會將征服俄羅斯和歐洲。俄羅斯象征主义代表人物之一德米特里·谢尔盖耶维奇·梅列日科夫斯基也是這樣認為。探險家弗拉基米尔·阿尔谢尼耶夫的作品也說明了沙皇俄國對「黃禍」的敵意。這種恐懼一直持續到蘇聯時代，導致蘇聯集體流配國內的韓國人，當地清國人也同時遭池魚之殃，據資料顯示1938年在海參崴的清國人除遭到驅逐外，有人被控非法越境而遭判刑勞改，更有人以間諜罪被處決。
阿爾謝尼耶夫在1914年的專著《烏蘇里地區的中國人》中，把三個東亞民族（韓國人、清國人和日本人）描述為單一的「黃禍」，批評他們移民到俄羅斯。指他們「猛攻」烏蘇里地區。

### 加拿大
曾有多達17 000名清國工人到達加拿大，修建加拿大太平洋鐵路。當時工作條件極為惡劣，工資低卻從事最危險的建築工作。許多華工因此死亡。事故的受害者沒有得到適當的葬禮。大部分遺體被埋入鐵路，遇難華人家屬沒有得到任何賠償，甚至沒有收到死亡通知。許多倖存者沒有足夠的錢回到他們在清國的家。因為華工人數漸多，加拿大議會在1885年通過1885年華人移民法案，向每個進入加拿大的中國人徵收人頭稅。1923年更通過1923年華人移民法，完全禁止所有來自清國的移民。 直到2006年加拿大才為當年華人受到的待遇正式道歉。

### 美國
批評人士指出，美國主要以「東亞病夫」、「大國崛起入侵」為主要的意識形態發展各自的黃禍論基礎，由其以華人分布最多的加州最為興盛，並因此衍生出了相關的文學敘事，用以具體描述這種對於種族的恐慌症與產物，論述野蠻與文明之間的種族對立戰爭，創造出想像化的東方社群。
1878年，美國作家阿特威爾‧惠特尼（Atwell Whitney）發表了《杏仁眼：大煽動家；一個當代故事》（Almond-Eyed: The Great Agitator; a Story of the Day），反映的是局部化於加州的恐華症。故事裡，一對白人父子—宣教師的父親認為可以豐收華人的靈魂、兒子則思利用華人的廉價勞力—為一個健康的加州小鎮引進大批移民，結果帶來了毀滅，位於山丘上的唐人街藏污納垢，病毒流向白人區，而唐人開的鴉片煙攤則毒害白人兒童。
Robert Wolter於1882年所寫的《西元1899年華人攻占俄勒岡與加州簡史（A Short and Truthful History of the Taking of Oregon and California by the Chinese in the Year 1899 A.D.），描繪滿族為主的八旗軍率海軍艦隊, 與當地的華人移民裏應外合地攻打舊金山。有人批評本書作者藉此煽動美國人的愛國主義情緒，從而讓其產生一種「華人移民都是間諜」的思想。
不過由於1882年排華法案的出現，以至於這種文學敘事在歷史的現實效力被削弱了，美國人開始轉化成為強勢反侵略的一方，將華人和其他黃種人住民進行近乎種族隔離的政策。
1898年，美國的黃禍論作家門鐸（Oto Mundo）又拋出了《光復淪陷的大陸：一個中國入侵的故事》（The Recovered Continent:A Tale of the Chinese Invasion），預測至1933年大清帝國被革命政權推翻，新政權先侵奪了英屬法屬的東南亞、然後進軍俄國，決戰發生在東歐與地中海，正是蒙古軍西征抵達之地，隨後歐洲被併吞，最後輪到美國。在此一作品當中，作者認為如果華人也受了外來的人種(如白人或日本人等高級人種的領導進行侵略，華人龐大的人口基數將會使得西洋毫無招架之力。
1949年，科幻小說家羅伯特·海萊因寫了一本名為《第六縱隊》（Sixth Column），描述美國被中日兩國的泛亞勢力征服，他們在此之前已併吞了蘇聯與印度，如今將美國人淪為奴隸，把他們的活動限制於「工作、食物、宗教」三項，出版物禁止用英語印刷，對叛亂採取血腥鎮壓，美國人有一次起義失敗，被屠殺十五萬人。黃種征服者以優越種族自居，被征服者在背後則稱他們為「扁臉」、「斜眼」、「猴童」。只有一個在洛磯山脈的秘密科研站逃避了占領軍的偵察，其人員用磁軌砲進行反擊，而且他們能將其調整為只殺死黃種人。
1854年，作為《紐約論壇報》的編輯，霍勒斯·格里利發表了《華人移民到加州》的社論，支持禁止支持將華人工人和華人進入加州。格里利並沒有使用「黃禍」這個詞，但是把抵達的苦力與非洲奴隸進行比較。 他讚揚了抵達中國人中為數不多的基督徒，並繼續說：
"They are uncivilized, unclean, and filthy beyond all conception, without any of the higher domestic or social relations; lustful and sensual in their dispositions; every female is a prostitute of the basest order; the first words of English that they learn are terms of obscenity or profanity, and beyond this they care to learn no more. "

「他們是超乎想像的不文明、不潔和骯髒，沒有任何更高的家庭或社會關係。他們的性情好色和淫慾，每個女人都是最卑鄙的妓女，他們學習的第一個英語單詞是淫穢或褻瀆的術語，除這些詞外，他們不會再關心學習。」——紐約每日論壇報，中國移民加州，1854年9月29日, p. 4.
在1870年代的加利福尼亞州，儘管中美《天津條約續增條款》允許非技術工人從中國移民到美國，但本土白人工人階級要求美國政府停止那些「骯髒的黃色部落」的移入，因為他們認為華人正在奪取本土白人的工作，這種情緒在經濟蕭條時期間尤其常見。在洛杉磯，「黃禍」的思想引發了1871年洛杉磯華人大屠殺，其中500名白人男子在唐人街隔都對20名華人實行私刑。在整個1870年代和1880年代，加利福尼亞工人黨的領袖丹尼斯·吉爾尼都活用黃禍意識形態，來應對媒體、資本家、政治家和清國工人，並都會以「無論發生什麼，中國人都必須走！」來結束他的演講。
與當時的愛爾蘭天主教移民一樣，美國的部分大眾媒體視亞洲人為具有文化顛覆性，指他們的生活方式縱會削弱美國的共和主義。在種族主義的政治壓力下，國政府制定了《美國排華法案》，完全禁止華人移民，直到1943年才被廢除。而這法律是目前唯一一個完全針對一個特定族群的的美國法案。此外，美國的大眾媒體仿效德皇威廉二世，大量採用「黃禍」一詞，將日本視為軍事威脅，並用來描述許多來自亞洲的移民。

## 義和團暴亂

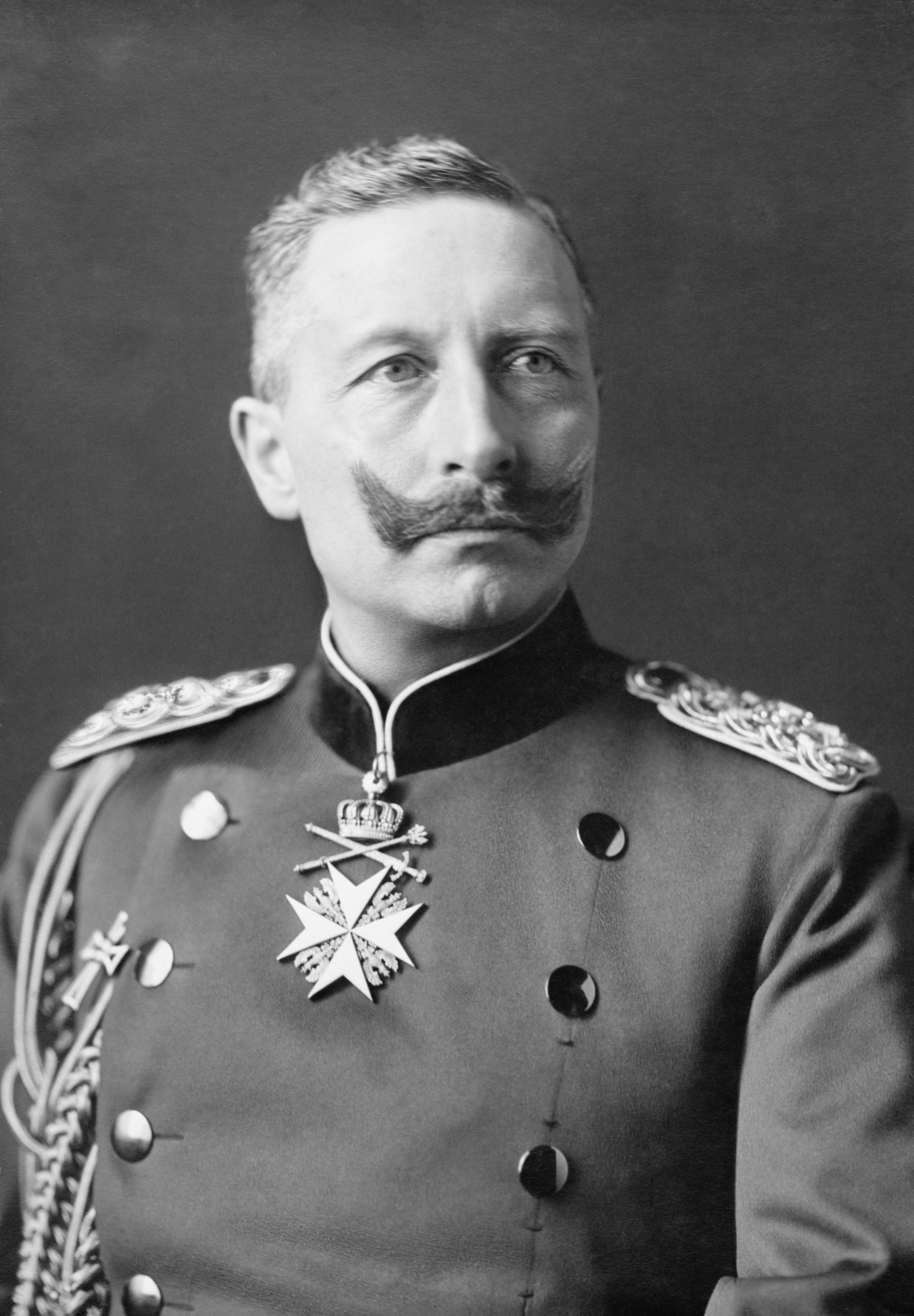
德皇威廉二世將黃禍意識形態作為德意志帝國和歐洲帝國主義在清國殖民的理由。

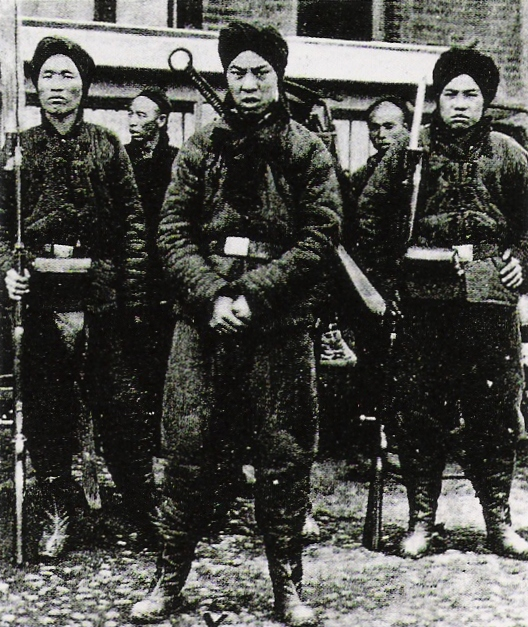
黃禍仇外心理源於義和團在義和團運動期間（1899 年 8 月至 1901 年 9 月）為將所有西洋人驅逐出清國而發動的武裝起義。

1900年，清國境內愈演愈烈的極端排外的義和團運動進一步加深了白人對東亞人的種族主義刻板印象。義和團是一個打著所謂「扶清滅洋」的極端組織，他們將當時所有問題歸咎於西洋和西洋文明（無論是不是有益處），義和團殺死在清國的外國人和清國基督徒或被西化的人來所謂的「拯救」國家。

### 西洋諸國的看法
當時聲稱要為被殺害的西洋人報仇雪恨。對此，英國、美國、日本、法國、俄羅斯帝國、德意志帝國、奧匈帝國和意大利組成了八國聯盟，並派出一支多國聯合遠征軍，以保護駐京使館及僑民為名，佔領北京。
義和團在中國對外國人實施暴行的消息，激起了西洋世界，尤其歐洲和北美的黃禍種族主義。在清國發生的事件，被視為黃種人與白種人之間的種族戰爭。
俄羅斯帝國的媒體以種族主義和宗教術語，將義和團運動描述為：神聖的白種人俄羅斯與異教黃種人清國之間的文化戰爭。新聞界引用哲學家弗拉基米爾·索洛維約夫的〈恐華詩〉，進一步支持黃禍論。俄羅斯貴族要求對亞洲威脅採取行動。親王謝爾蓋·尼古拉耶維奇·特魯別茨科伊敦促俄羅斯帝國和其他歐洲君主國共同瓜分中國，結束基督教世界的「黃禍」。因此，作為對義和團運動的回應，在1900年7月3日俄羅斯將所有華人驅逐出海蘭泡。 7月4日至8日，沙皇警察、哥薩克騎兵和當地自衛隊在阿穆爾河殺死了數千名清國人。

### 各國的後續反應
1900年7月27日，德皇威廉二世發表了「匈奴演說」，號召德軍在清國展開無情的報復行動，要求像士兵要像「匈奴人」一樣行事和對清國人。
"Kommst ihr vor den Feind, so wird derselbe geschlagen! Pardon wird nicht gegeben! Gefangene werden nicht gemacht! Wer euch in die Hände fällt, sei euch verfallen! Wie vor tausend Jahren die Hunnen unter ihrem König Etzel sich einen Namen gemacht, der sie noch jetzt in Überlieferung und Märchen gewaltig erscheinen läßt, so möge der Name Deutscher in China auf 1000 Jahre durch euch in einer Weise bestätigt werden, daß es niemals wieder ein Chinese wagt, einen Deutschen scheel anzusehen!":14

「走向敵人的前面，然後痛擊他們！不饒恕！不收俘！誰落到你手中，就任憑你們處置，就如同千年前，在匈奴王阿提拉領導下為自己贏得了名聲，這仍然還在廣泛地口耳相傳著和成為故事，他們仍然在傳統和童話中裡看起來很強大，願德國的名留在中國千年間，從此沒有中國人再敢掂量對德國人斜眼以對！」
礙於外交的公眾形象，外交部出版的版本中刪去了德皇呼籲種族主義的內容。德皇對外交部的審查感到惱火，自己發表了未經刪減的匈奴演說，德皇命令遠征指揮官阿爾弗雷德·馮·瓦德西在清國展開報復，因為清國人「生性懦弱，像狗一樣，但也很狡猾」。同一時候，德皇最好的朋友菲利普·楚‑奧伊倫堡‑赫特費爾德寫信給另一位朋友，說德皇要夷平北京，殺戮民眾，為德意志帝國駐華大使克林德報仇。
一位當時在清國的澳大利亞人說︰
「中國人的未來是一個可怕的問題。看看北京街頭的可怕景象……看看他們裹在身上的骯髒破爛的破布。 在他們經過時聞一聞。聽到他們無名的不道德行為。目睹他們無恥的下流，並在想像如果他們出現在你倒自己的人民中....呃！這讓你不寒而栗！」

"The future of the Chinese is a fearful problem. Look at the frightful sights one sees in the streets of Peking ... See the filthy, tattered rags they wrap around them. Smell them as they pass. Hear of their nameless immorality. Witness their shameless indecency, and picture them among your own people — Ugh! It makes you shudder!"
英國海軍上將罗杰·凯斯回憶說︰
"Every Chinaman ... was treated as a Boxer, by the Russian and French troops, and the slaughter of men, women, and children, in retaliation, was revolting"

「每個中國人……都被俄羅斯和法國軍隊當成義和團對待，他們為了報復而屠殺男人、女人和兒童，這令人反感。」
美國傳教士盧埃拉·邁納 (Luella Miner)說：
"The conduct of the Russian soldiers is atrocious, the French are not much better, and the Japanese are looting and burning without mercy. Women and girls, by the hundreds, have committed suicide to escape a worse fate at the hands of Russian and Japanese brutes"

「俄羅斯士兵的行為殘暴，法國人也好不了多少，日本人肆無忌憚地搶劫和焚燒。數百名婦女和女孩為了逃避落入俄羅斯和日本的手中而自殺。」
當代西洋觀察家對德國、俄羅斯和日本軍隊的批評最為嚴厲，因為他們冷酷無情，願意肆意處決不同年齡和背景的清國人，有時甚至燒殺整個村莊的人口。美國人和英國人付錢給袁世凱和他的軍隊幫助聯軍鎮壓義和團。 聯軍攻占北京後，袁世凱的軍隊在直隸省和山東省剿滅了數萬名義和團成員。
1900年9月27日，德國陸軍元帥瓦爾德西遠征清國，在八國聯盟擊敗義和團叛亂後，他向清國北方發起了75次懲罰性襲擊，搜尋並摧毀了剩餘的義和團。1900年11月19日，德國社會民主黨奧古斯特·倍倍爾在國會批評德皇對清國的攻擊，指這對德國來說是可恥的。
"No, this is no crusade, no holy war; it is a very ordinary war of conquest ... A campaign of revenge as barbaric as has never been seen in the last centuries, and not often at all in History ... not even with the Huns, not even with the Vandals ... That is not a match for what the German and other troops of foreign powers, together with the Japanese troops, have done in China.:97"

「不，這不是十字軍東征，也不是聖戰； 這是一場非常普通的征服戰爭。在過去的幾個世紀中從未見過如此野蠻的複仇運動，在歷史上也從未出現過……即使是與匈奴人，甚至與汪達爾人也無法與德國和其他列強軍隊在中國所做的事情相提並論。」
德皇命令远征军指挥官阿尔弗雷德·冯·瓦德西陆军元帅表现得野蛮，因为清国人生性懦弱，像狗一样，而且很狡诈。德皇最好的朋友，欧伦堡亲王菲利普写信给另一位朋友，称德皇想要夷平北京并屠杀民众，为德意志帝国驻华公使克莱门斯·冯·克特勒男爵被杀报仇。只有八国联军拒绝解决公使馆围困的野蛮行径将北京的清国民众从德意志帝国建议的屠杀中拯救出来。1900年8月，一支由俄罗斯、日本、英国、法国和美国士兵组成的国际军事力量占领了北京，而德国军队已抵达该市。

## 文化上的恐懼

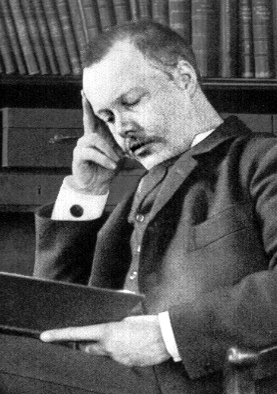
在《十九世紀的基礎》（1899）一書中，張伯倫為泛日耳曼主義和20 世紀初的民族主義運動提供了種族主義意識形態，極大地影響了納粹德國的種族政策。

清國越演越烈的排外民族主義，使到白人種族政治家感到文化上的恐懼，他們呼籲白人團結起來，反對來自「遙遠亞洲威脅西洋文明的非白人他者」。
1900年7月，德國知識分子休斯頓·斯圖爾特·張伯倫在評論第二次波耳戰爭及義和團運動時，給出了一個評論，並且透露出文化上的恐懼，他說︰「我可以清楚地看到一件事，英國人和荷蘭人出於各種複雜的原因繼續互相殘殺是犯罪的行為，因為巨大的黃色危險正籠罩著我們白人，並威脅著毀滅我們白人。」在《十九世紀的基礎》（1899）一書中，張伯倫為泛日耳曼主義和 20 世紀初的民族主義運動提供了種族主義意識形態，極大地影響了納粹德國的種族政策。

## 「白人種族滅絕」理論

### 達爾文主義式的種族威脅
奧地利哲學家克里斯蒂安·馮·厄棱費爾是黃禍論的大力鼓吹者，他提出西方世界和東方世界正處於達爾文式爭奪地球統治的種族鬥爭中，而黃種人正在贏得這場鬥爭。他又說中國人是「劣等種族」，他們的東方文化缺乏“所有潛力，包括決心、主動性、生產力、發明和組織才能...而這些都只是西方白人文化才有的。」
不過，儘管厄棱費爾把亞洲人歸納成身體上及精神上都無能的刻板印象，但他還是稱讚了當時的日本是一流的帝國軍事強國。他認為日本人與“基因優越”的中國女性進行選擇性育種會產生“健康、狡猾、苦力”的種族。厄棱費爾的種族主義要點是，如果亞洲征服了西方等於白人種族滅絕，歐洲大陸被基因優勢的中日軍隊征服。

### 一夫多妻的父權制
他認為，要解決東西方之間的人口數量失衡問題，他提議徹底改變基督教西方的習俗，當中的重點是取消一夫一妻制，而改成一夫多妻制。他認為一夫一妻制是白人至上主義的障礙，因為這限制了「基因優越的白人男性只能與一個女性生育孩子」，而亞洲的一夫多妻制給了黃種人更大的生殖優勢。因此，國家通過一夫多妻制來控制人類的性行為，以確保持續繁殖基因和數量上優越的白種人。
在這樣一個父權制社會中，只有可靠遺傳性的高地位白人男性才有合法的生育權，以及他負擔得起的生育妻子的數量，因此要確保只有“社會贏家”在他們的種族種姓內生育。儘管在他的提議中，男性可以一夫多妻制，但白人女性在法律上仍然是一夫一妻制， 她們的生命致力於妻子和母親的生育功能使命。有生育能力的婦女將在公共軍營中居住和過著日常生活，她們在那里共同撫養許多孩子。 為了履行她對國家的生育義務，每個女人都被分配了一個丈夫，只是為了生育性行為。在他的世界觀裡，白人至上主義的社會工程將從性行為中消除了浪漫的愛情（婚姻），從而減少了男女性關係，變成機械生產的交易。

### 種族戰爭
为了結束黄祸对西洋世界的威胁，冯·埃伦费尔斯提出了西洋各國之间的白人种族团结，以便在种族冲突在军事上变得不可行之前，共同发起一场先发制人的战争，征服亚洲。然后建立一个世界范围内的种族等级制度，以世袭种姓制度的形式组织起来，以亚洲每个被征服国家的白人种族为首，雅利安白人寡头政治将形成、居住并领导亚洲的种族种姓。统治阶级、军队、知识分子；在每个被征服的国家，黄种人和黑种人都将成为奴隶，这是全球种族等级制度的经济基础。
冯·埃伦费尔斯在20世纪初提出的雅利安社会，将在西洋世界遥远的未来，在击败黄祸和其他种族控制地球后实现，因为雅利安人只会响应命令当蒙古浪潮拍打着他的脖子时，他开始了性改革。冯·埃伦费尔斯将日俄战争（1905年）中日本的军事胜利描述为亚洲人对白人的胜利，基督教的「文化失败」表明为了西洋人类种族的继续存在，绝对有必要进行激进的性改革……（白人种族生存问题）已从讨论的层面上升到科学证明的事实的水平。」

## 各國的「恐黃」心理

### 德國和俄國
从1895年开始，威廉皇帝利用黄祸意识形态将德意志帝国描绘成西洋抵御东方征服的捍卫者。在推行旨在将德国建立为主导帝国的世界政治政策时，德皇操纵了自己的政府官员，公众舆论和其他君主。德皇在给俄罗斯沙皇尼古拉二世的一封信中说：「开拓亚洲大陆、保卫欧洲免受黄种人的入侵，显然是俄罗斯未来的重大任务。」

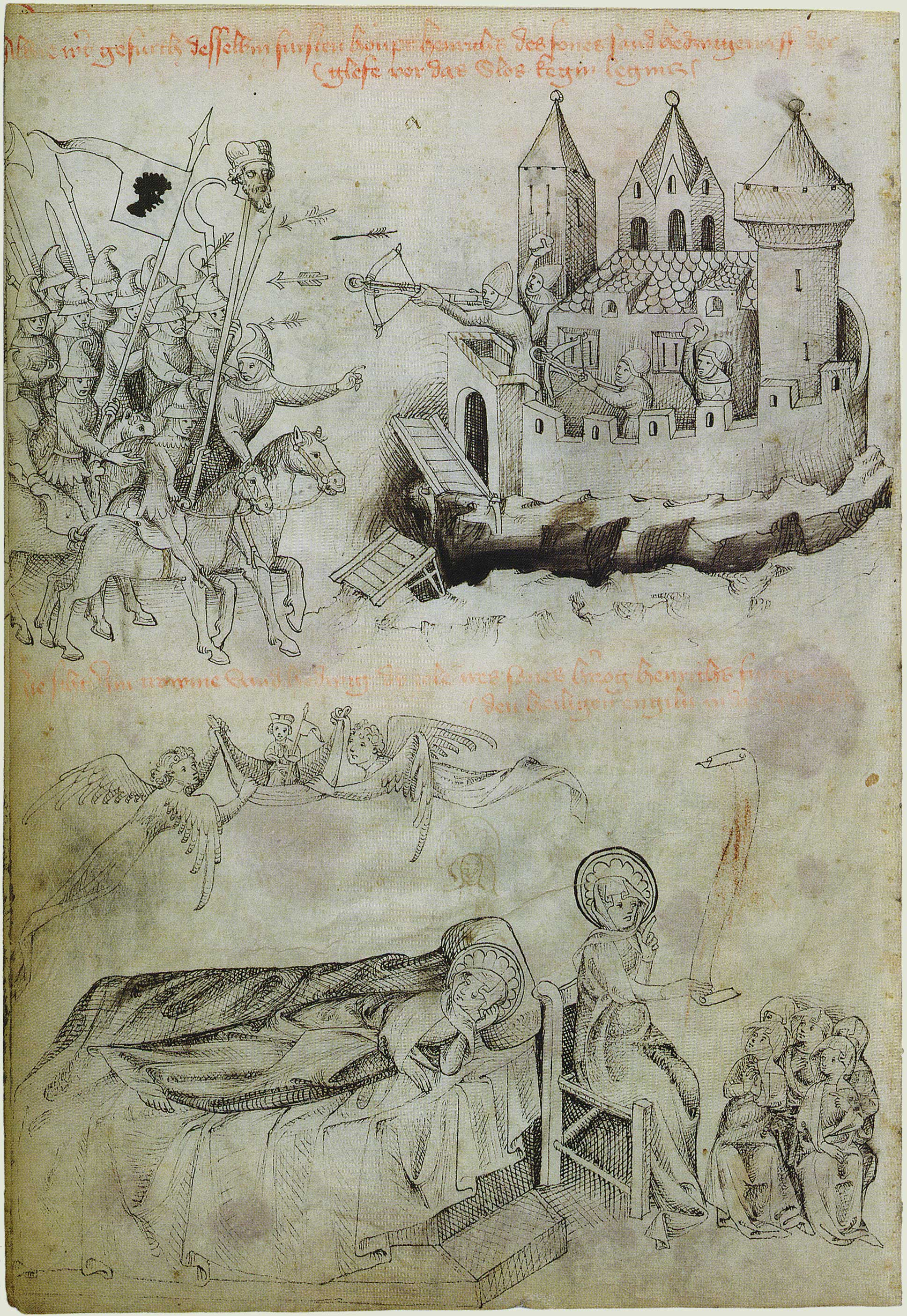
欧洲人对黄祸的集体记忆包括蒙古人在莱格尼察展示西里西亚公爵亨利二世的断头。

作为他的表弟，威廉皇帝知道沙皇尼古拉斯也有他的反亚裔主义，并相信他可以说服沙皇废除法俄联盟（1894年），然后组建德俄联盟来对抗英国。在追求德意志帝国世界政治的操纵性追求中威廉二世故意使用黄祸口号不仅仅是个人特质，而且符合他统治下德国外交政策的总体模式，即鼓励俄罗斯的远东冒险，后来又在美国和日本之间挑拨离间。威廉二世的黄祸宣传不是实质，而是形式，扰乱了威廉二世政府关于亚洲关系的官方政策。”

#### 蒙古人在欧洲
19世纪，黄祸意识形态的种族和文化刻板印象使德国人将俄罗斯视为一个更像亚洲而非欧洲的国家。欧洲民间对13世纪蒙古入侵欧洲的记忆使“蒙古”一词成为 “残酷的亚洲文化和对征服的贪得无厌”的文化同义词，蒙古游牧部落领袖成吉思汗尤其体现了这一点。

### 英国
虽然所謂的中華文化在18世纪的英国受到一小部分人推崇，但到了19世纪，鸦片战争导致了对清國人的刻板印象，华人视为是具有威胁性的扩张主义敌人以及腐败堕落的人。不过，流行的黄祸种族主义也有例外。1890年5月，威廉·尤尔特·格莱斯顿批评澳大利亚的反华移民法惩罚了他们努力工作的美德（勤奋、节俭和正直），而不是惩罚了他们的恶习（赌博和吸食鸦片）。

#### 文化锤炼
1904年，在一次有关日俄战争的会议上，爱德华七世国王听到德皇抱怨黄祸是威胁基督教世界和欧洲文明的最大危险。如果俄罗斯人继续让步，黄种人就会在二十年后占领莫斯科和波森。德皇批评英国与日本一起对抗俄罗斯，并表示其动机是“种族叛国”。爱德华国王说他“看不到这一点。日本人是一个聪明、勇敢和侠义的民族，与欧洲人一样文明，他们与欧洲人的区别仅在于皮肤的色素沉着”。

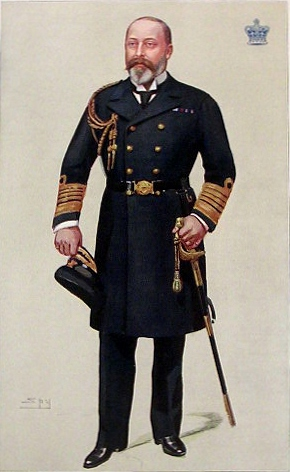
与德国皇帝不同，英国国王爱德华七世并没有将日本视为日俄战争中的黄祸。(1904–05)

英国首次使用“黄祸”一词是在《每日新闻》（1900年7月21日）的报道中，将义和团运动描述为最严重形式的黄祸。当时英国人的恐华症，即对中国人的恐惧，并不包括所有亚洲人，因为英国在日俄战争中站在日本一边，而法国和德国则支持俄罗斯；而威廉船长的报告 帕金纳姆“倾向于将俄罗斯描绘成他的敌人，而不仅仅是日本”。
关于西洋文化中普遍存在的恐华症，历史学家克里斯托弗·弗雷林在《黄祸：傅满洲博士与恐华症的崛起》(2014)中指出：
20世纪初期，英国充斥着厭華情绪。受人尊敬的中产阶级杂志、小报和漫画等都散布着清國摧毁西洋的残酷野心的故事。 这位犯罪头目（他的“狡猾的黄脸被薄唇的笑容扭曲”，梦想着统治世界）已成为儿童出版物的主要内容。1911年，《英格兰的华人：一个日益严重的国家问题》在英国内政部发表了一篇文章，警告称“一场巨大而剧烈的世界末日将决定谁将成为世界的主人，是白人还是黄种人”。第一次世界大战后，电影院、戏剧、小说和报纸都播放了“黄祸”密谋腐蚀白人社会的景象。1929年3月，伦敦中華民國公使馆临时代办抱怨说，在西区上演的不少于五部戏剧以“恶毒和令人反感的形式”描绘了中国人。

#### 道德恐慌
伦敦莱姆豪斯区（具有大量清國元素）在英国大众的想象中被描绘成道德败坏和罪恶的中心，即卖淫、吸食鸦片和赌博。根据历史学家安妮·威查德的说法，许多伦敦人认为英国华人社区，包括三合会黑帮，“正在绑架年轻的英国妇女，并将其卖为白人奴隶”，这在西洋流行文化中是“比死亡更糟糕”的命运。1914年，第一次世界大战开始时，《保卫领土法》被修改，将吸食鸦片作为“道德败坏”的证据，应被驱逐出境，这是将华人社区成员驱逐到清国的合法法律。这种道德恐慌部分源于这样的社会现实：英国妇女通过战争生产工作实现了经济独立，这使得她们（除其他外）享有性自由，这是对父权社会的文化威胁。威查德指出，“工薪阶层女孩在莱姆豪斯与中国佬交往”和“新人在苏豪区酒馆带领军官误入歧途”的故事助长了道德恐慌。

### 澳大利亚

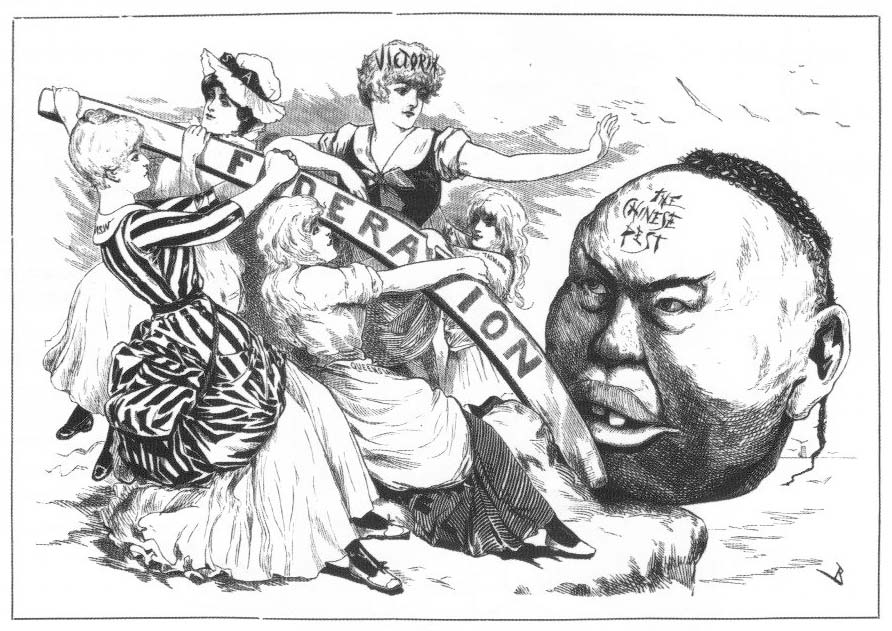
白澳政策源于反亚裔情绪的增长，这种情绪在19世纪末和20世纪初达到顶峰。图为：墨尔本潘趣酒（约1888年5月）

黄祸被用来证明白澳大利亚政策的合理性，该政策将深色皮肤的美拉尼西亚人排除在移民澳大利亚之外。

19世纪末20世纪初，对黄祸的恐惧是寻求在澳大利亚大陆建立国家和社会的白人的文化特征。对非白人的种族主义恐惧是入侵文学小说中常见的主题，例如《黄潮：亚洲人入侵澳大利亚的浪漫史》（1895年）、《有色人种的征服》（1904年）、《中国的觉醒》（1909年） 、《愚人的收获》（1939）。这种奇幻文学的特点是亚洲人入侵澳大利亚“空旷的北方”，那里居住着澳大利亚原住民，即非白人、本土的他者，白人移民与他们争夺生存空间。记者兼劳工领袖威廉·莱恩在小说《白还是黄？：公元1908年种族战争的故事》（1887）中说，一群中国人合法抵达澳大利亚，侵占白人社会并垄断产业，剥削白人。 澳大利亚“空旷的北方”的自然资源。

#### 白人民族
作为19世纪的澳大利亚入侵文学，历史小说《白色还是黄色？》（1887）呈现了威廉·莱恩的种族主义和左翼政治，描绘了澳大利亚受到黄祸威胁的情况。在不久的将来，英国资本家操纵澳大利亚法律体系，然后立法让中国工人大规模移民澳大利亚，不顾对澳大利亚白人社会造成的社会经济后果。英国对澳大利亚经济的操纵导致社会冲突（种族、金融、文化、性）升级为争夺澳大利亚控制权的种族战争。
小说《白种人还是黄种人》叙事中的黄祸种族主义？证明澳大利亚白人杀害清国工人是为了控制澳大利亚而采取的防御性、生存性反应。关于白人种族替代的故事引起了人们对劳工和工会领导人利用来反对清国工人合法移民的担忧他们将其解釋为对白澳大利亚的种族、经济和道德威胁。亚洲的放荡主义威胁着白人基督教文明，而郎的主题则以混血为代表。对种族替代的恐惧被表现为对澳大利亚人中白人种族团结的非政治呼吁。
在文化上，黄祸入侵小说表达了白人对亚洲男女贪婪性欲的性恐惧主题。这些故事描绘了处于性危险中的西洋少妇，通常是通过吸食鸦片在感官和道德上的释放来诱奸。在入侵文学的父权世界里，跨种族性关系对于白人女性来说是“生不如死的命运”，从此成为白人男性的性贱民。在1890年代，这一道德主题是女权主义者和劳工组织者罗斯·萨默菲尔德的信息，她通过警告社会清国男性对澳大利亚女性美貌的不自然的贪婪目光，表达了白人女性对黄祸的性恐惧。
1901年，澳大利亚采取了由《1901年移民限制法》非正式启动的白澳政策，广泛排除亚洲人，特别是华人和美拉尼西亚人。历史学家说，白澳大利亚政策是“为维持西方经济、社会和文化的高标准而做出的强烈努力（在那个阶段，无论如何伪装，都必须严格排除东方民族）” 1913年，电影《澳大利亚在召唤》（1913）诉诸对黄祸的非理性恐惧，描绘了“蒙古人”对澳大利亚的入侵，最终被普通澳大利亚人通过地下、政治抵抗和游击战击败。
1919年巴黎和会，澳大利亚总理比利·休斯强烈反对日本代表团提出的将种族平等提案纳入《国际联盟盟约》第二十一条的要求：
民族平等是国际联盟的一项基本原则，缔约各方同意尽快给予国际联盟成员国所有外国国民在各方面平等和公正的待遇，一视同仁。无论是在法律上还是事实上，由于他们的种族或国籍。
休斯在回应该提案时表示，“一百名澳大利亚人中有九十五人拒绝平等的想法”； 他以工会成员的身份进入政坛，像大多数澳大利亚白人一样，强烈反对亚洲人移民到澳大利亚。 休斯认为，接受该条款将意味着白澳大利亚政策的终结，并写道：“如果篡改白澳大利亚，任何政府都无法在澳大利亚生存一天。”尽管英国代表团中的英国官员发现该提案符合英国的立场，即所有英国臣民名义上平等，作为维护帝国统一的原则，他们最终屈服于包括休斯在内的英国领土政治家的压力，并表示反对该条款。
尽管会议主席、美国总统伍德罗·威尔逊对该条款无动于衷，但他最终站在了英国代表团一边，并规定该条款需单方面要求国联成员国一致投票才能纳入。1919年4月11日，经过长时间激烈的辩论，进行了最终投票；在法定人数17票中，该提案获得11票赞成，没有任何国家的代表投反对票，但有6票弃权，其中英国和美国代表团全部4票弃权，它没有通过。

### 法国

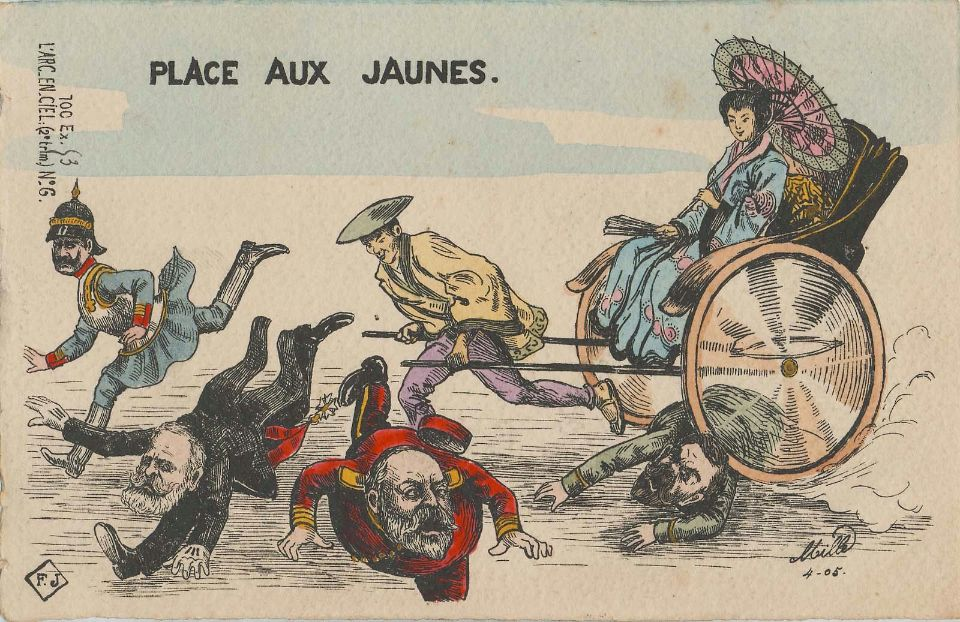
法国明信片上写着“给黄色让路”，显示日本帝国主义横行欧洲四大国家——俄罗斯、英国、法国和德国。

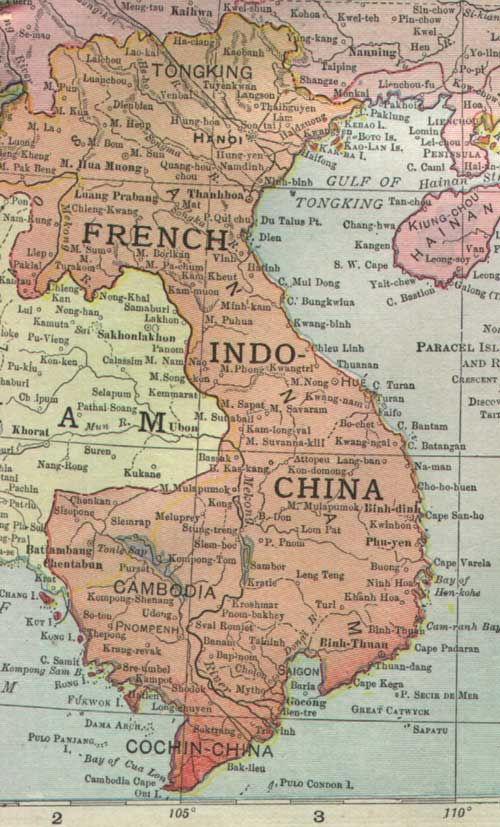
法属印度支那：在东方法兰西帝国，越南的国家和人民更名为法属印度支那。

19世纪末，法国帝国主义政客援引“黄祸”一词来消极比较法国的低出生率和亚洲国家的高出生率。这种种族主义主张在法国民众中引起了一种人为的文化恐惧，担心亚洲移民工人很快就会淹没法国，而这种恐惧只有通过提高法国妇女的生育能力才能成功应对。然后，法国将拥有足够的士兵来阻止最终来自亚洲的移民潮。从种族主义的角度来看，法国媒体在日俄战争（1904-1905）期间站在俄罗斯帝国一边，将俄罗斯人描绘成捍卫白人种族免受日本黄祸的英雄。
1904年，法国记者勒内·皮农报道称，黄祸是对西洋世界白人文明的文化、地缘政治和生存威胁：
“黄祸”已经进入人们的想象，正如威廉二世皇帝的名画《欧洲人民，保卫你们最神圣的财产，1895年》所体现的那样：在大火和屠杀的背景下，日本，中国的游牧民族遍布整个欧洲，他们的脚下踩碎了我们首都的废墟，摧毁了我们的文明，这些文明因享受奢侈品而变得贫血，并因精神的虚荣而腐化。
因此，渐渐地出现了这样的想法：即使有一天一定会到来（这一天似乎并不临近），欧洲各国人民将不再是自己的敌人，甚至是经济竞争对手，但前方仍将有一场斗争 将会出现一种新的危险，即黄种人。

文明世界总是在面对一个共同的敌人时组织起来：对于基督教世界来说，是伊斯兰教；对于明天的世界来说，很可能就是黄种人。因此，我们重新出现了这个必要的概念，没有这个概念，人们就无法认识自己，就像“我”只以自己的良知来对抗“非我”：敌人。
第一次第一次印度支那战争（1946—1954）证明了越南的重新殖民化是为了保卫西洋白人免受黄祸——特别是越南共产党是中华人民共和国的傀儡，而中华人民共和国是国际共产主义阴谋征服世界。因此，法国反共主义利用东方主义将越南人非人化为“非白人他者”；黄祸种族主义允许在“肮脏战争”期间对越盟战俘实施暴行。当时，黄祸种族主义仍然是法属印度支那存在的意识形态基础之一。

#### 当代法国
吉赛尔·卢斯·布斯克特在《竹篱背后：祖国政治对巴黎越南人社区的影响》(1991) 中表示，传统上法国人对亚洲人，尤其是越南人的看法带有“紫红色”的色彩，但它仍然是当代法国的文化偏见；因此，法国人认为法国的越南人是学术上的佼佼者，他们从“法国本土”人那里抢走了工作。
2015年，《Fluide Glacial》杂志一月号的封面刊登了一幅漫画《黄祸：已经太晚了吗？》，描绘了19世纪中国占领下的巴黎，一个悲伤的法国人拉着一辆人力车，载着一名中国男子。法国殖民时期的制服，伴随着一位几乎没穿衣服、金发碧眼的法国女人。编辑为杂志封面和主题辩护，认为这是对法国担心中国对法国经济威胁的讽刺和嘲笑。林丁格尔在针对中国政府投诉的社论中表示，“我刚刚订购了额外的十亿册印刷品，并将通过包机寄给你们。这将有助于我们平衡我们的贸易逆差，并让你们开怀大笑”。

### 意大利
在20世紀早期，白人國家主導了世界秩序，當中只有埃塞俄比亞與日本避免了歐洲帝國主義的殖民統治。在第二次意大利-埃塞俄比亞戰爭（1934-1936）前，日本帝國向埃塞俄比亞提供了外交和軍事支持，以抵禦法西斯意大利的入侵。作為對這種來自亞洲反白人帝國主義恐懼的回應，貝尼托·墨索里尼下令意大利媒體進行黃禍宣傳運動，將日本描述成對西方世界的軍事、文化和生存的威脅，指“黃種人—黑人”聯盟旨在團結亞洲人和非洲人白人，引起公眾的恐懼心。1935年墨索里尼警告來自日本的「黃禍」，特別是亞洲和非洲聯合起來反對歐洲的種族威脅。1935年夏天，國家法西斯黨（1922-43 年）經常在意大利各地舉行反日政治抗議活動。儘管雙方在文化上的衝突不斷，但作為同一陣線的帝國列強，日本和意大利最終務實地相互合作。 為了換取意大利對日本在滿洲設法的政權滿洲國（1932-45）的外交承認，日本同意不會幫助埃塞俄比亞抵抗意大利的入侵，意大利也因此結束在意大利國家媒體上針對日本的黃禍宣傳。

### 墨西哥

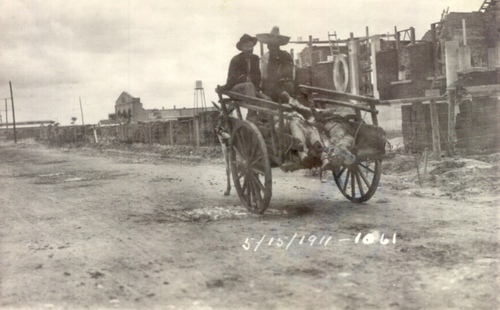
在墨西哥革命时期（1910-20），由于对黄祸的恐惧引发了一场为期三天的大屠杀（1911年5月11日至15日），一车亚洲人的尸体正被运往一个共同的坟墓，屠杀了308名亚洲人（303名中国人，5名日本人） 位于墨西哥北部科阿韦拉州托雷翁市。

在墨西哥革命（1910-20）期间，墨西哥华人受到种族主义虐待，就像起义之前一样，因为他们不是基督徒，也不是罗马天主教徒，不是墨西哥人，也没有在革命中参军和战斗。
科阿韦拉州托雷翁市对墨西哥华人和日本裔墨西哥人的屠杀并不是革命中唯一发生的此类暴行。在其他地方，1913年，立宪军占领圣路易斯波托西州塔马索波市后，士兵和镇民洗劫并焚烧了唐人街，驱逐了华人社区。
墨西哥革命之后，罗马天主教对黄祸意识形态的偏见助长了针对墨西哥华人的种族歧视和暴力行为，通常是为了从墨西哥本土人那里“窃取工作”。
此外，从种族主义的角度来看，除了窃取墨西哥男性的工作外，中国男性还从墨西哥本土男性那里窃取了墨西哥女性，这些墨西哥男性正在为推翻和驱逐独裁者波菲里奥·迪亚斯及其外国支持者而进行革命。在20世纪30年代，由于官僚机构对墨西哥人口的种族剔除，大约70%的华人和华裔墨西哥人被驱逐出墨西哥合众国。

### 土耳其
1908年，奥斯曼帝国末期，青年土耳其党革命让联合与进步委员会掌权。1913年奥斯曼政变通过突袭崇高门强化了这一权力。出于对日本在明治维新期间实现现代化而不失去日本人民的民族认同的钦佩和效仿，CUP打算将土耳其现代化为“近东的日本”。为此，CUP考虑在地缘政治上与土耳其和日本结盟，以团结东方世界的人民，共同对抗西方白人殖民帝国的种族灭绝战争。在政治上，文化上，土耳其和日本之间的民族主义和地缘政治密切关系之所以成为可能，是因为在土耳其文化中，“东方黄金”的“黄色”象征着东方相对于西方的先天道德优越性。
对土耳其华人社区的黄祸恐惧，通常是对中国政府对新疆穆斯林维吾尔人的镇压和侵犯人权行为的政治报复。在伊斯坦布尔举行的反中华人民共和国政治抗议活动中，一名韩国女游客面临暴力，尽管她表明自己：“我不是中国人，我是韩国人”。针对土耳其的黄祸种族主义，极右翼民族主义运动党领导人德夫莱特·巴赫切利反问道：“如何区分中国人和韩国人？他们的眼睛都是斜视的。”

### 南非
1904年，第二次布尔战争结束后，英国联合政府批准约63,000名中国劳工移民南非，在威特沃特斯兰德盆地的金矿工作。
1904年3月26日，大约8万人参加了在伦敦海德公园举行的反对德兰士瓦使用华工的社会抗议活动，以宣传对南非华人的剥削。工会代表大会议会委员会通过了一项决议，宣布：
这次会议由伦敦各阶层公民组成，强烈抗议政府允许在奴隶制条件下进口中国契约劳工到南非的行为，并呼吁他们保护这个新殖民地免受贪婪的侵害。资本家和帝国免遭退化。
清国契约劳工大量移民到南非开采黄金，其工资低于当地白人可接受的水平，导致当时统治南非的财政保守的英国统一党政府在1906年选举中失败。
1910年以后，大多数华人矿工因为南非白人作为“有色人种”的强烈反对而被遣返中国，类似于20世纪初美国的排華法案。尽管南非白人矿工和华人矿工之间存在种族暴力，但第二次布尔战争后，统一政府通过使威特沃特斯兰德盆地的金矿成为世界上产量最高的金矿，实现了南非的经济复苏。

### 美國

#### 19世紀
美國「恐亞」情緒自十九世紀就已經存在，爆發點是在許多清國移民首次抵達北美後不久。反華情緒和暴力首次在1860年代爆發，當時清國人受僱美國公司，以微薄的薪水去建設世界上第一條橫貫大陸的鐵路。但由於文化衝突及種族歧視，最終引發予多單針對華人的暴力行為。黃禍仇外心理最終令到美國國會通過1875年的佩奇法案、1882年的排華法案和1892年的吉里法案，終止中國移民。在當時的美國西部，種族主義者經常暴力對待清國人甚至處以私刑。在亞利桑那州的墓碑鎮，警長約翰尼·貝漢和市長約翰·克倫於1880年組織了「反華同盟」，1886年改組為“科奇斯縣反華秘密會”1880年，黃禍情緒令丹佛出現一單以一名清國人被處以私刑的案件，當地的唐人街也受到破壞。在華盛頓，黃禍的恐懼引發了對在Squak Valley華工的襲擊。1885年， 西雅圖唐人街發生受種族憎恨驅動的縱火案， 以及1885年的塔科馬騷亂，當地白人居民將華人社區驅逐出他們的城鎮。在西雅圖，勞工騎士團在1886年的西雅圖騷亂中驅逐了200名中國人。在俄勒岡州，34名中國金礦工人在地獄峽谷大屠殺（1887 年）中遭到伏擊、搶劫和殺害。 

#### 20世紀

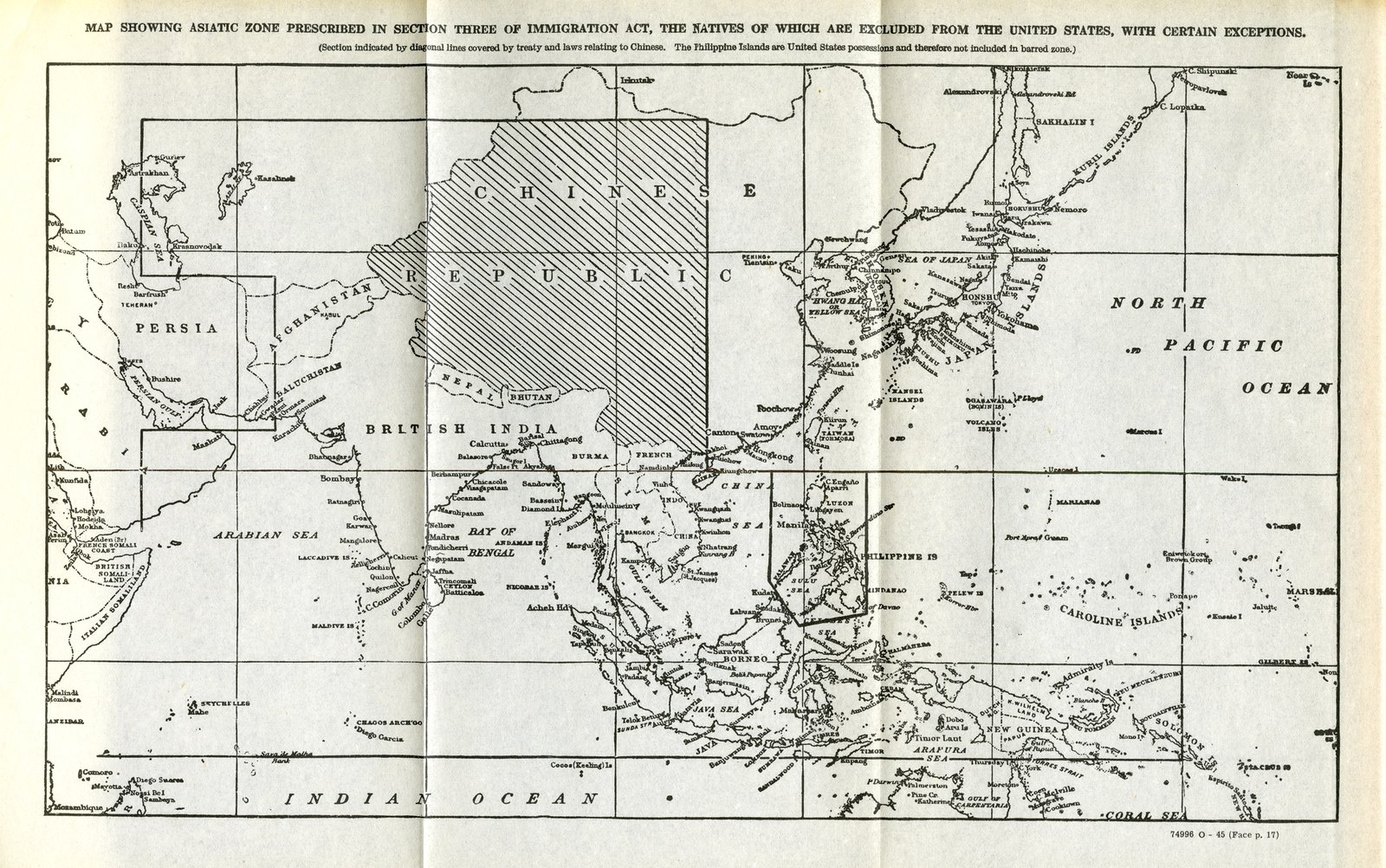
在黃禍情緒下，1917 年的《移民法》設立了亞洲禁區，不允許亞洲移民進入該區，變相的種族隔離。

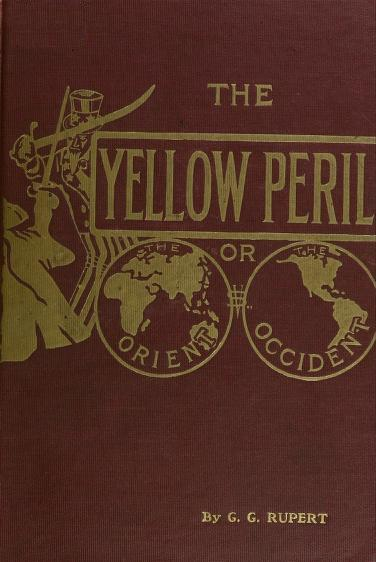
G. G.鲁珀特所著的《黄祸》（1911年，第3版）中的宗教种族主义提出，俄罗斯将联合东方种族来入侵、征服和征服西方世界的基督教文明。

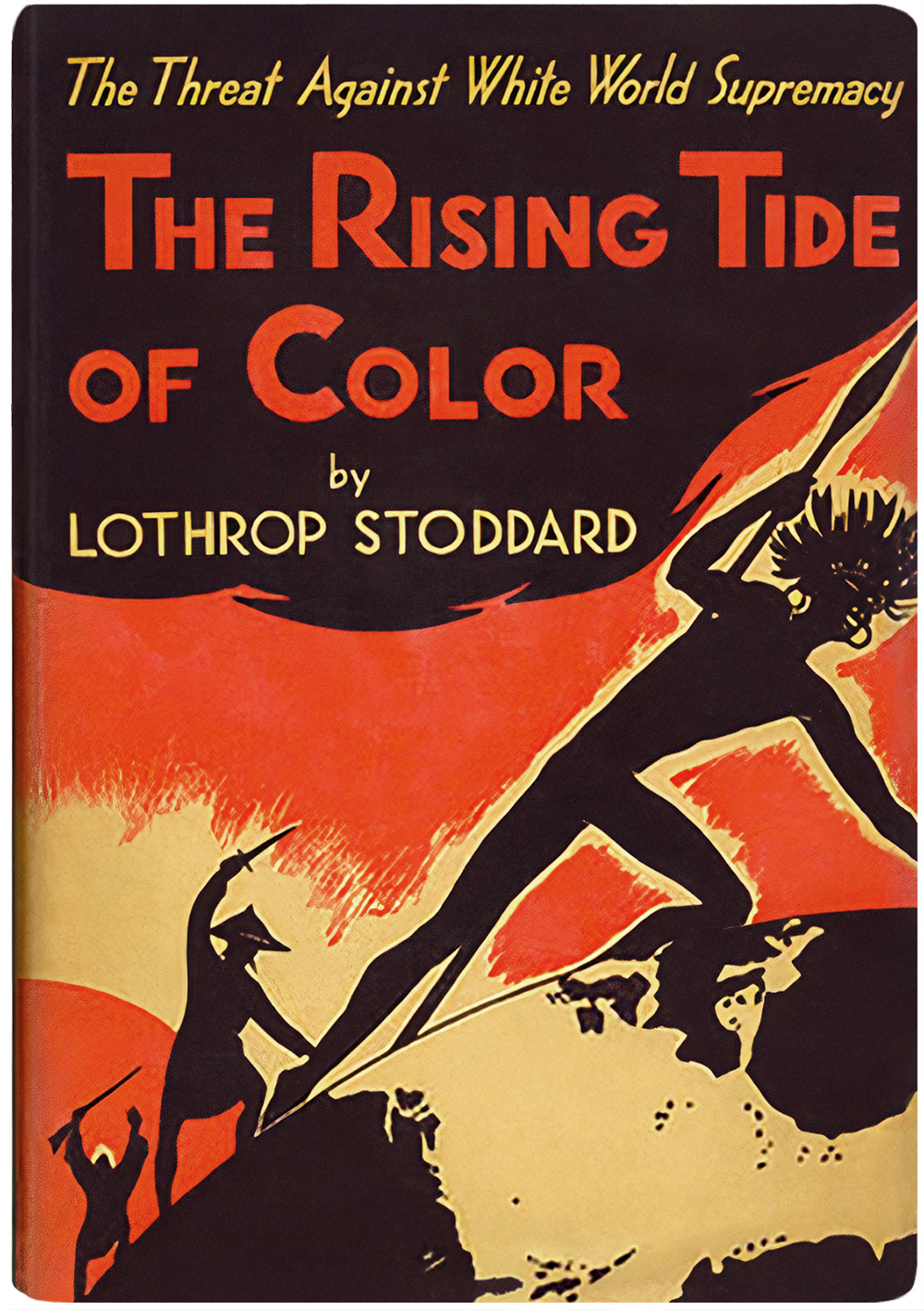
洛斯罗普·斯托达德（Lothrop Stoddard）在《有色人种对抗白人世界霸权的崛起》（1920）中提出的优生种族主义，认为中国或日本联合东方种族来入侵、征服和征服西方世界的白人文明。

在本土主義的政治壓力下，1917 年的《移民法》禁止亞洲移民到美國。1922 年的已婚婦女獨立國籍法保證獨立女性的公民身份，但若果她們與不符合入籍資格的非白人外國人結婚，則沒有公民身份。亞洲男性和女性被排除在美國公民之外，無法取得公民權。

#### 法案
为了维护美国同质性的理想，1921年的《紧急配额法》（数量限制）和1924年的《移民法》（减少南欧和东欧人）根据移民的肤色和种族限制进入美国美国。在实践中，《紧急配额法》使用了过时的人口普查数据来确定允许进入美国的有色人种移民的数量。为了保护20世纪的种族霸权（社会、经济、政治），1924年的《移民法》使用了20年的人口普查数据来确定进入美国的有色人种移民的数量。1890年的旧人口普查，因为其19世纪的人口群体百分比倾向于更多地接纳来自西欧和北欧的WASP移民，而较少接纳来自亚洲以及南欧和东欧的有色移民。
为了确保有色人种的移民不会改变美国的WASP民族特征，民族起源公式（1921-1965）旨在维持“少数族裔人口”的现状百分比，使其与现有白人人口的比例较小；因此，每年的配额只允许150,000名有色人种进入美国。结果，原国籍公式被1965年的《移民和国籍法》作废并废除。

#### 优生启示录
优生学家利用“黄祸”，通过生物语言（感染、|疾病、腐烂）和白人身体的渗透意象（伤口和溃疡）表达种族主义，将美国歪曲为一个纯粹的WASP国家，受到与亚洲其他种族通婚的威胁。《东方与西方》末世传道者G.G.鲁珀特说，俄罗斯将联合有色人种，以促进东方对西方的入侵、征服和征服；《启示录》第16章12节的基督教末世论中说，白人至上：“第六位天使把他的碗倒在幼发拉底河上，河水就干了，以便东方的国王可以将他们的军队无碍地通向西方”。作为一名旧约基督徒，鲁珀特相信英属以色列主义的种族主义教义，并表示来自清国、印度、日本和韩国的黄祸正在袭击英国和美国，但基督教的上帝会亲自阻止亚洲的征服西方世界。
优生学家洛思罗普·斯托达德在《有色人种对抗白人世界霸权的浪潮》中指出，清国或日本将团结亚洲有色人种，带领他们摧毁西方世界的白人至上主义，而亚洲征服白人世界始于日本在日俄战争（1905年）中的胜利。作为一名白人至上主义者，斯托达德用圣经语言和灾难性意象来表达他的种族主义，描绘了有色人种崛起的浪潮，意在入侵、征服和征服白人。

#### 政治反对派
在这种文化脉络中，“黄祸”一词是出版商威廉·伦道夫·赫斯特的报纸中常见的社论用法。20世纪30年代，赫斯特的报纸对美国共产党伊莱恩·布莱克进行了一场诽谤（个人和政治）运动，他谴责她是浪荡的“虎女”，因为她与日裔美国共产党卡尔·米田异族同居。1931年，跨种族婚姻在加利福尼亚州是非法的，但1935年，布莱克和米田在华盛顿州西雅图结婚，在那里这种婚姻是合法的。

#### 美国社会对亚洲人的接受
在20世纪30年代，黄祸在美国文化中很常见，电影版的亚洲侦探陈查理（华纳·奥兰饰）和莫托先生（彼得·洛饰）就是例证，他们原本是小说和漫画中的文学侦探。白人演员扮演亚洲男性，使虚构人物在美国主流电影中为社会所接受，尤其是当反派是日本帝国的秘密特工时。
日本黄祸的美国支持者是中国游说团（右翼知识分子、商人、基督教传教士）的军工利益集团，他们主张资助和支持蒋介石，随后卷入国共战爭（1927-1937、1946-1950）。1937年日本討伐中華民國后，中国游说团成功向美国政府施压，要求其援助蒋介石派。新闻媒体对第二次中日战争（1937-1945）的报道（印刷品、广播、电影）有利于中国，这在政治上促进了美国对中国国民党派在内战中的资助和装备。

#### 务实种族主义
1941年，日本偷袭珍珠港后，罗斯福政府正式宣布中華民國为美国的盟友，新闻媒体也改变了对黄祸意识形态的使用，将中華民國纳入西方世界，批评当代的法律对美国的利益适得其反。战时精神和美国政府的地缘政治认为，打败日本帝国之后，战后的中国将在基督教蒋介石的强人领导下发展成为资本主义国家。
在与美国政府及其中国游说支持者的关系中，蒋介石請求废除美国的反华法律；为了实现废除，1943年，1882年的排华法案废除，但由于1924年《民族起源法案》是当代法律，因此废除该法案是美国与中国人民团结一致的象征性姿态。
科幻小说作家吴威廉表示，20世纪30年代美国的冒险、犯罪、侦探通俗杂志中有很多黄祸人物，大致都是以傅满洲为原型；尽管“大多数黄祸人物都是华裔”，但当时的地缘政治导致白人将日本视为对美国的威胁。在《黄祸：美国小说中的华裔美国人，1850-1940》（1982）中，对亚洲人的恐惧可以追溯到欧洲中世纪，可以追溯到13世纪蒙古人入侵欧洲。 大多数欧洲人从未见过亚洲男人或女人，语言、习俗和体格上的巨大差异导致了欧洲人对来自东方世界的非白人的偏执。

#### 21世紀
在美國2010年的選舉時，與中國的貿易成為了兩黨的重要議題。兩個主要政黨都投放大量負面廣告，指控另一方支持與中國的自由貿易，出賣美國的利益。一些負面廣告描繪了關於中國的圖片，並且通常伴隨不祥畫外音。特別是一則名為“中國教授”的廣告引起巨大的爭議，它描述了2030年中國將征服西洋的黃禍恐懼，另外廣告又是使用當地亞裔美國人的臨時演員扮演中國人，但演員們卻並沒有被告知拍攝的性質。專欄作家傑夫楊說，在競選活動中，“華人和華裔美國人之間的界限很模糊”。
美國的右翼份子如斯蒂芬·班農和彼得·泰爾等人不斷明示暗示指責中國是美國問題的存源。美國學者吳華揚表示，[史蒂夫·班農和彼得·泰爾等人是把19世紀反亞裔仇恨情緒重新轉化成的「新黃禍」，並指這種情緒在白人民粹主義政治中普遍存在，而且他們也無法區分亞裔外國人和亞裔美國公民。評論員錢德蘭奈爾指這種情緒是源自美國對中國地緣政治的崛起而生的焦慮感，因為在幾個世紀以來，中國被以美國為首的西方世界視為文化落後和種族劣等的民族，但這個「劣等民族」正來挑戰他們的世界主導地位。
作為沃尔夫条款的一部分，許多美國太空研究人員被美國國會禁止與隸屬於中國國有企業或實體的中國公民合作。2011年4月，第112屆美國國會指「出於來自中國間諜活動的考慮」，禁止NASA使用其資金和設施接待中國人。2010年早些時候，美國代表約翰·卡爾伯森曾敦促巴拉克·奧巴馬總統不要允許NASA與中國國家航天局（CNSA）進一步接觸。在中國航天科學家被禁參加NASA舉辦的會議後，英國第十五任皇家天文學家马丁·里斯爵士稱這項禁令是“美國的可悲”。加州大學伯克利分校天文學教授、諾貝爾獎得主傑夫·馬西（Geoff Marcy）稱這項禁令“完全可恥且不道德”。
COVID-19疫情所引起的歧視浪潮中，法國《皮卡爾信使報》以「黃色警報」及「黃禍」形容疫情，引起亞裔不滿，其後皮卡爾信使報道歉並承認是對亞洲人的刻板印象。而且在疫情期間，針對中國人甚至亞裔的仇恨犯罪激增，舊金山針對亞裔的種族仇恨暴力案增幅達567%。並且多起暴力攻擊亞裔的案例層出不窮，更有多宗案件的受害者因此而死亡。聯合國也發表了一份報告，詳細列出帶有種族動機的暴力以及其他針對亞裔美國人的仇恨犯罪事件，認為已達到「令人警惕的程度」。學者尚塔爾·鐘表示，這是「深深植根於黃禍意識形態」。

## 性恐惧

### 背景
黄祸意识形态的核心是白人对东方非白人的恐惧；要么是龙女和莲花刻板印象中的性贪婪，要么是诱惑者的性贪婪。种族主义者对异族通婚（跨种族性交）的厌恶，因为他们害怕混血儿在身体、文化、文化等方面受到影响。在酷儿理论中，东方一词意味着根据国籍而存在矛盾的性关系。一个人可能会被认为是日本人，而且很古怪，也可能被认为是菲律宾人，而且很随和。有时，东方人可能被认为是无性的。

### 诱惑者

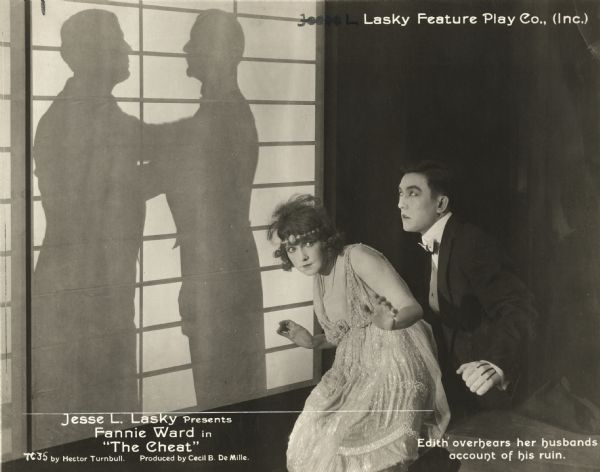
《骗子》(1915) 中的伊迪丝·哈迪 (范妮·沃德饰) 和鸟居鸟 (早川雪洲饰)

迷人的亚洲男人（富有且有教养）是白人男性对亚洲性“异类”的普遍恐惧。黄祸性威胁是通过成功的性竞争来实现的，通常是诱奸或强奸，这使得女性在性方面成为贱民。在《浪漫与“黄祸”：好莱坞小说中的种族、性和话语策略》（1994年）中，评论家加里·霍本斯坦德 将跨种族性交视为性行为的威胁：
强奸的威胁、白人社会的强奸主导了黄色配方。英国或美国的英雄在对抗黄祸的过程中，克服了无数的陷阱和障碍，以拯救他的文明以及该文明的主要象征：白人妇女。以黄祸为主题的故事是白人纯洁性的论据。当然，东方人和白人的潜在结合，往好里说，意味着一种野兽般的鸡奸，往坏了说，意味着一种撒旦式的婚姻。黄祸的刻板印象很容易融入基督教神话，而东方人则扮演了魔鬼或恶魔的角色。对白人妇女的东方强奸意味着对妇女以及在更大层面上对白人社会的精神诅咒。
- 在《骗子》（1915）中，Hishuru Tori（早川雪洲饰）是一位日本虐待狂性掠夺者，对美国家庭主妇伊迪丝·哈迪（范妮·沃德饰）感兴趣。虽然表面上西化，但Tori的性施虐反映了他作为一个亚洲人的身份。在“残酷和有教养、富有和卑鄙、有教养和野蛮的关系中，托里体现了美国人与日本联系在一起的矛盾品质”。这个故事最初将托里描述为“ 与长岛上流社会交往的“无性恋”男人。一旦伊迪丝进入他装饰有日本艺术品的私人书房，托里就成为了一个“沉思、隐含虐待狂性欲”的男人。在托里试图强奸诱惑伊迪丝之前，故事暗示她符合他的性兴趣。《骗子》（1915）的商业成功得益于当时的男性性感象征早川雪洲。[142]

- 在《上海快报》（1932）中，张亨利将军（华纳·奥兰饰）是一位欧亚血统的军阀，被描绘成一个无性恋的男人，这将他排除在西洋性道德和种族主义等级制度之外；因此，他对被他扣为人质的西洋人来说是危险的。虽然是欧亚混血儿，但张对自己的中国血统更为自豪，并拒绝他的美国血统，而这种拒绝证实了他的东方身份。1931年，内战使得一群西洋人被困，乘火车穿越中国，从北京到上海，被士兵劫持。这个故事暗示张将军是一个双性恋男人，他想强奸两个人。女主角和男主角上海百合（玛琳·黛德丽饰）和唐纳德“医生”哈维船长（克里夫·布鲁克饰）。在故事的高潮处，惠飞杀死了张将军以拯救哈维免于失明； 她解释说，杀死张恢复了他从她身上夺走的自尊。在整个故事中，叙述表明上海百合和惠菲对彼此的吸引力超过了《哈维船长》，这是一部1932年大胆的戏剧，因为西方习俗认为双性恋是一种不自然的性取向。[143][142]

### 龙女
作为贪婪的亚洲性欲的文化代表，龙女是一位美丽、迷人的女性，可以轻易地主宰男人。 对于白人来说，龙女是性他者，代表着道德上有辱人格的性欲。在西部片类型中，牛仔小镇通常以一个心机深重的亚洲妓女为主角，她利用自己的漂亮、性感和性感 迷惑和统治白人的魅力。在美国电视节目《甜心俏佳人》中，吴令宇的角色是一位龙女，她的中国身份包括白人女性所不具备的性技巧。20世纪末，漫画《特里与海盗》（1936）中引入的这种对黄祸的性描述表明，在西方的想象中，亚洲仍然是性非白人他者的土地。东方的诱惑意味着精神上的威胁和对白人性别认同的潜在危险。

### 莲花盛开
西洋“白衣骑士”与东方“莲花”之间的白色救世主爱情故事，呈现出一个变种黄祸妖妇； 每个人都通过相互浪漫的爱情来救赎对方。尽管对白人女性的被动性行为构成威胁，但浪漫的叙事将莲花角色描绘成一个需要白人男性的爱来将她从有缺陷的亚洲文化的物化中解救出来的女性。作为女主角，莲花女是亚洲美貌、社会优雅和文化的极端女性典范，她的人民将她困在一个低等的、由性别决定的社会阶层中。只有白人才能将她从这样的文化僵局中拯救出来。

#### 苏西黄

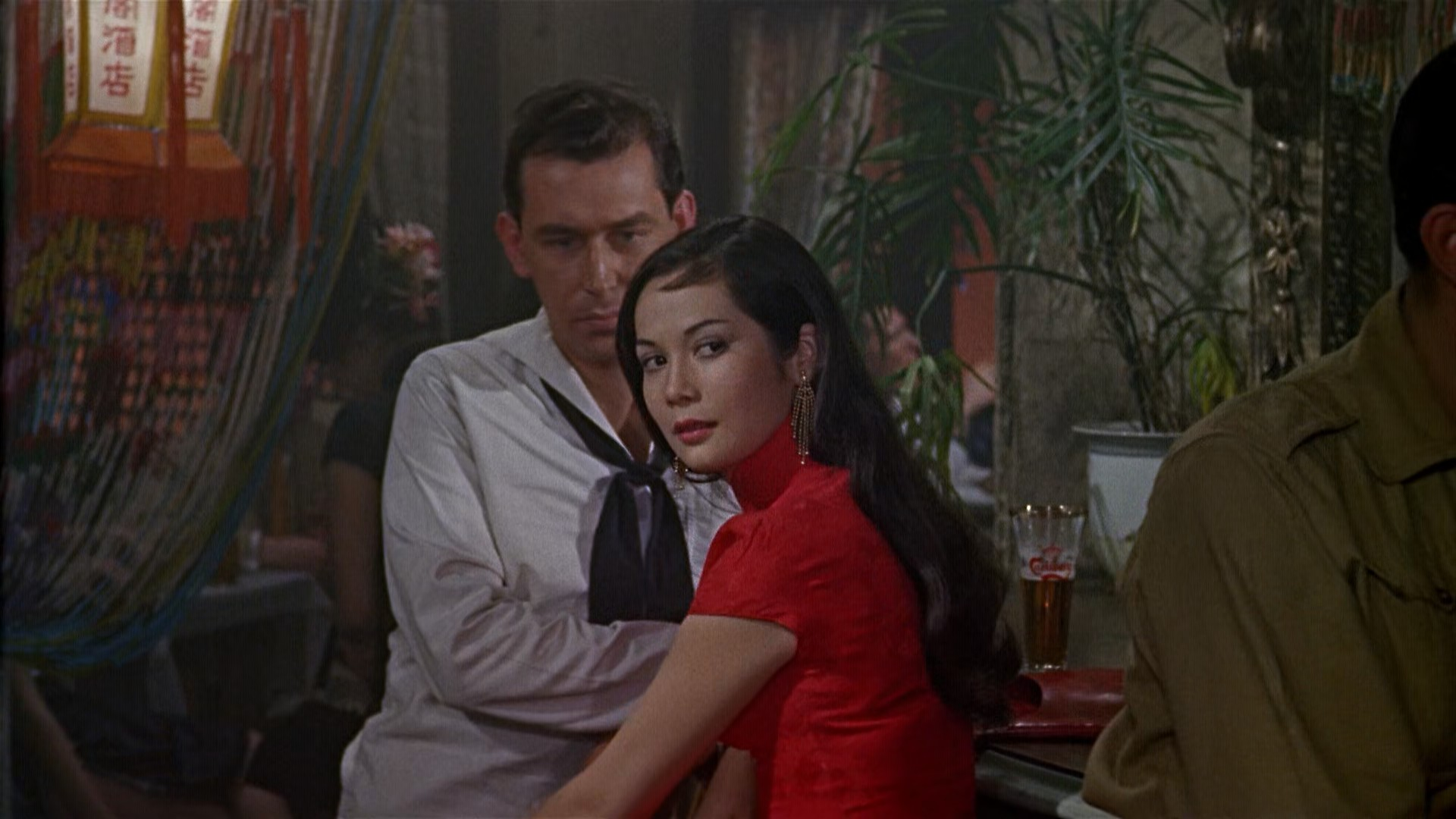
妓女苏西·王（关南施饰）当一名水手以维持生计。（苏丝黄的世界，1960）

在《苏丝黄的世界》中，同名的女主角是一位被居住在香港的美国画家罗伯特·洛马克斯（威廉·霍尔顿饰）的爱所拯救的妓女。洛马克斯可以理解的东西方性别差异，两位受过教育的英国女性凯·奥尼尔，独立且有事业心；贫穷的中国妇女苏西·黄（关南施饰），一个传统上漂亮、女性化且顺从的性妓女。苏西·黄和凯·奥尼尔所代表的文化差异意味着，为了赢得白人男性的爱，西洋女性应该效仿性被动的妓女，而不是独立的职业女性。

#### 金
音乐剧《西贡小姐》（1989）将越南描绘成一个需要白人救世主的第三世界国家。在西贡市，将青春期妓女Kim（金）呈现为刻板印象 “莲花”的人类身份是通过她对海军陆战队员白人克里斯·斯科伊的爱来定义的。《西贡小姐》的故事将越南女性描绘成两种刻板印象：性欲强的龙女。在泰国，《西贡小姐》将大多数泰国女性误认为是妓女。在梦境妓院，越南女子金是唯一一个不穿比基尼泳装出现在顾客面前的妓女。

## 文学黄祸

### 小说

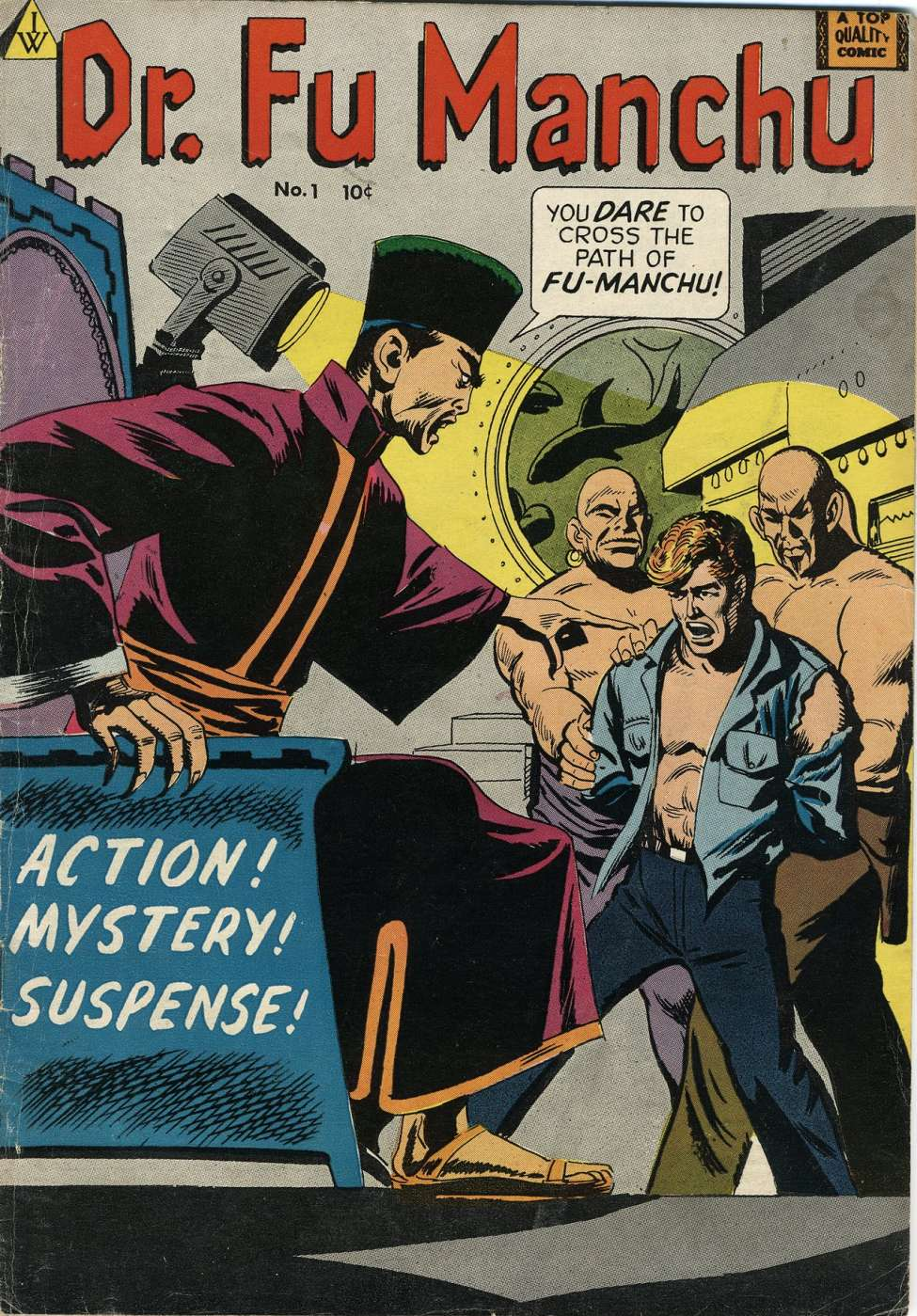
傅满洲博士（1958）是儿童黄祸思想的一个例子。（卡尔·布尔戈斯作画）

黄祸是19世纪冒险小说的常见题材，傅满洲博士是其中的代表反派，以小说《黄祸》中的反派形象塑造。在萨克斯·侯麦的十三本小说中，黑帮傅满洲是一位一心想要征服世界的疯狂科学家，但不断被英国警察丹尼斯·内兰·史密斯爵士和他的同伴皮特里博士挫败。
傅满洲是国际犯罪组织“四番”的头目，该组织是一个从“东方最黑暗的地方”招募的泛亚洲杀人团伙。小说情节中反复出现傅满洲派遣刺客（通常是中国人或印度人）刺杀内兰·史密斯和皮特里博士的场景。在冒险过程中，内兰-史密斯和皮特里周围都是凶残的黑人，侯麦的黄祸比喻西方对东方的入侵。在傅满洲系列的背景以及希尔的影响下。
- 理查德·雅科马的《黄祸：约翰·韦茅斯·斯迈思爵士历险记》（1978）是傅满洲小说的模仿作品。这个故事以1930年代为背景，是对龙女诱惑者刻板印象和威胁西洋的蒙古人升华。第一人称叙述者是约翰·韦茅斯-斯迈斯爵士，他是一位反英雄，好色又正经，不断在肉欲和维多利亚时代的正经之间挣扎。故事情节是寻找命运之矛，这是一种具有超自然力量的圣物，拥有者可以控制世界。在整个故事中，韦茅斯-斯迈斯花了很多时间与反派周恩书争夺命运之矛的所有权。主题的发展表明，真正的恶棍不过是（纳粹）。韦茅斯-斯迈斯表面上的盟友。纳粹领导人克拉拉·希克萨尔是一位日耳曼金发女郎，她将缅甸男孩献给古代德国诸神，同时给他们口交。后来作为惩罚，韦茅斯-辛特鸡奸了克拉拉。[148][149]

- 王力雄的小说《黄祸》（1989）讲述了中华人民共和国的内战升级为内部核战争，然后升级为第三次世界大战。《黄祸》的政治叙事在1989年天安门广场抗议之后出版，呈现了反共中国的异见政治，因此遭到中国政府的镇压。[150]

### 短篇小说

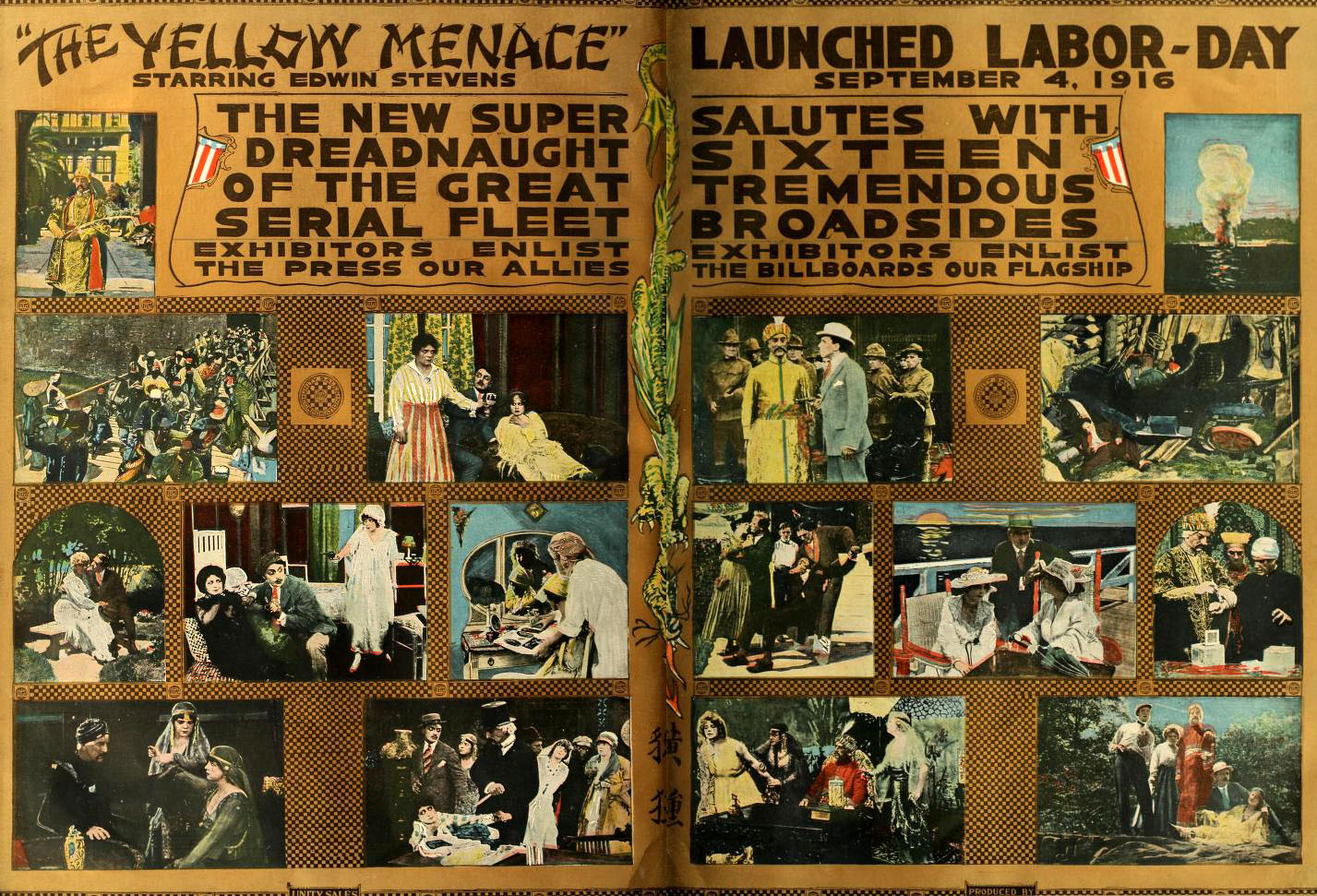
在《黄色威胁》系列电影中，亚洲恶棍威胁白人女主角。（1916年9月)

- 《地狱之战》由皮埃尔·吉法德创作，阿尔伯特·罗比达插画，是一个科幻故事，将战争描述为白人帝国之间的战斗。这场战争分散了中国的注意力，从而中国入侵了俄罗斯；而日本则入侵美国，为了支持黄祸种族主义，罗比达的插图描绘了亚洲人对白人施加的残酷和折磨。[151]

- 在《李舜的禁令》（1916年）和《李舜的致命任务》（1916年）中，H·欧文·汉考克介绍了反派李舜，一个“又高又壮”的男人，有着“圆圆的、月亮般的黄脸” 在“凹陷的眼睛”之上有“凸出的眉毛”。就个人而言，李舜是“邪恶与智慧的惊人复合体”，这使他“对一切邪恶感到惊奇”和“撒旦狡猾的奇迹。”[152]

- J.艾伦·邓恩的《太平洋危机》(1916) 描述了1920年日本对美国本土的入侵，这是由叛国的日裔美国人与日本帝国海军结盟实现的。叙述中的种族主义语言传达了对加州日裔美国公民的非理性黄祸恐惧，这些日裔公民根据1907 年的协定免于驱逐出境。[153]

- 杰克·伦敦的《无与伦比的入侵》（1910）以1976年至1987年为背景，展示了中国征服和殖民邻国的故事。为了自卫，西方世界以生物战进行报复。西方陆军和海军在边境屠杀中国难民，在中国征伐并屠杀幸存者。伦敦根据“民主的美国纲领”，将这场灭绝战争描述为白人定居者所必需的。[154]

- 在H.P.洛夫克拉夫特的《他》（1926）中，主人公白人被允许看到地球的未来，并看到“黄种人”在白人世界的废墟中得意地跳舞。 在《雷德胡克的恐怖》（1927年）中，纽约雷德胡克被描述为“斜眼移民在月光下举行无名仪式以纪念异教诸神的地方。”[155]

## 电影黄祸

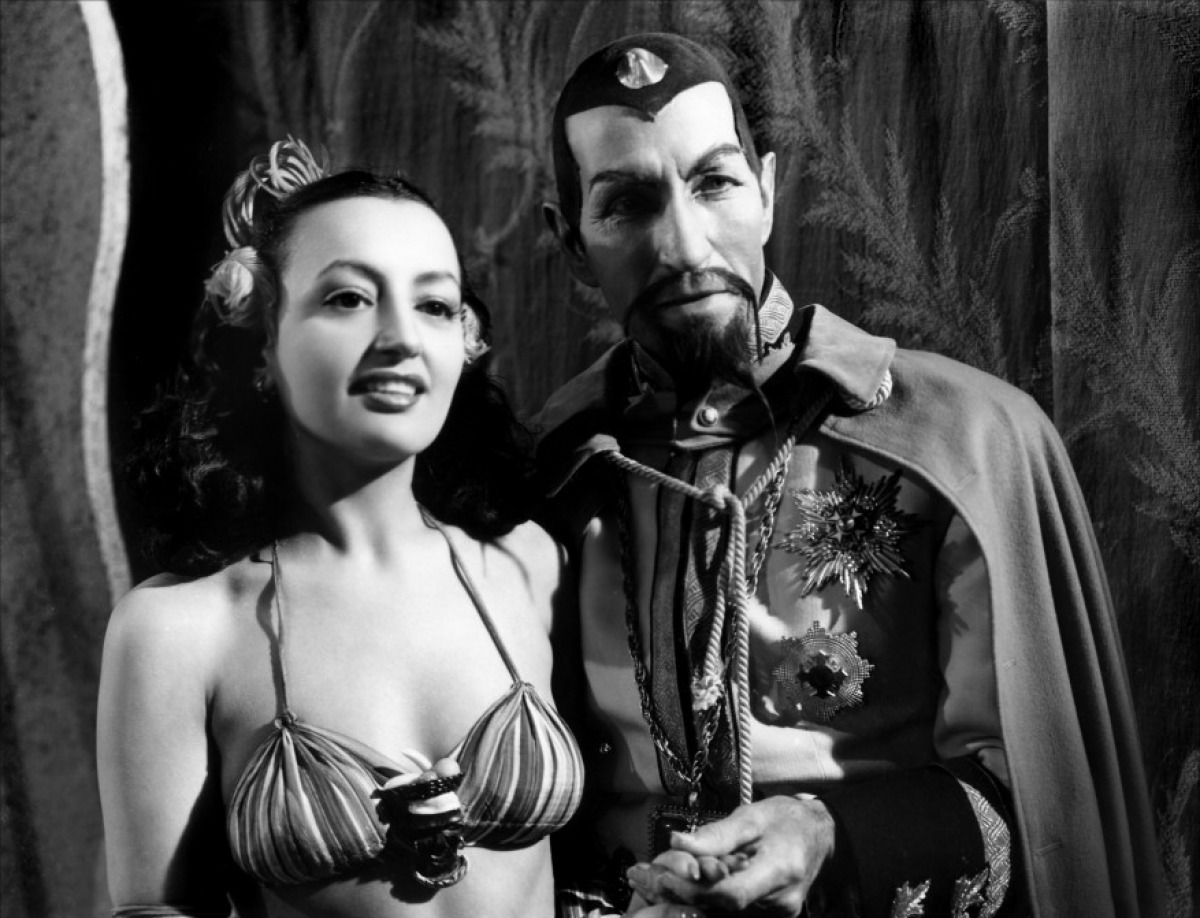
《黄祸未来：闪电侠戈登征服宇宙》（1940）、无情的明（查尔斯·米德尔顿饰）和一个妾（卡门·德安东尼奥饰）。

20世纪30年代，美国电影好莱坞呈现了东亚男性的矛盾形象：恶毒的犯罪头目傅满洲博士；  仁慈的侦探大师陈查理。傅满洲是狡猾的亚洲罪恶的混合，对扩散和入侵的非理性恐惧联系在一起：种族主义神话经常被洪水、洪流、移民浪潮、血河等水意象所承载。
《傅满洲的面具》（1932）表明，白人的性焦虑是黄祸恐惧的基础之一，尤其是当傅满洲（鲍里斯·卡洛夫饰）敦促他的亚洲军队“杀死白人，夺走他的女人！” 此外，作为亚洲人之间“不自然”性关系的一个例子，父女乱伦是《傅满洲的面具》中反复出现的叙事主题，通过傅满洲和花露诗之间的暧昧关系来传达。
1936年，当纳粹德国禁止萨克斯·侯麦的小说时，因为他们认为他是犹太人，侯麦否认自己是种族主义者，并发表了一封信，宣称自己是“一个优秀的爱尔兰人”，但对于纳粹禁书的原因并不诚实，因为“我的故事并不违背纳粹的理想。”在科幻电影中，无情的明皇所体现的“未来黄祸”是对傅满洲比喻的重复，他是飞侠哥顿的克星；同样，巴克·罗杰斯也与蒙古红军作战，蒙古红军是一支在25世纪征服美国的黄祸军。

## 漫画书

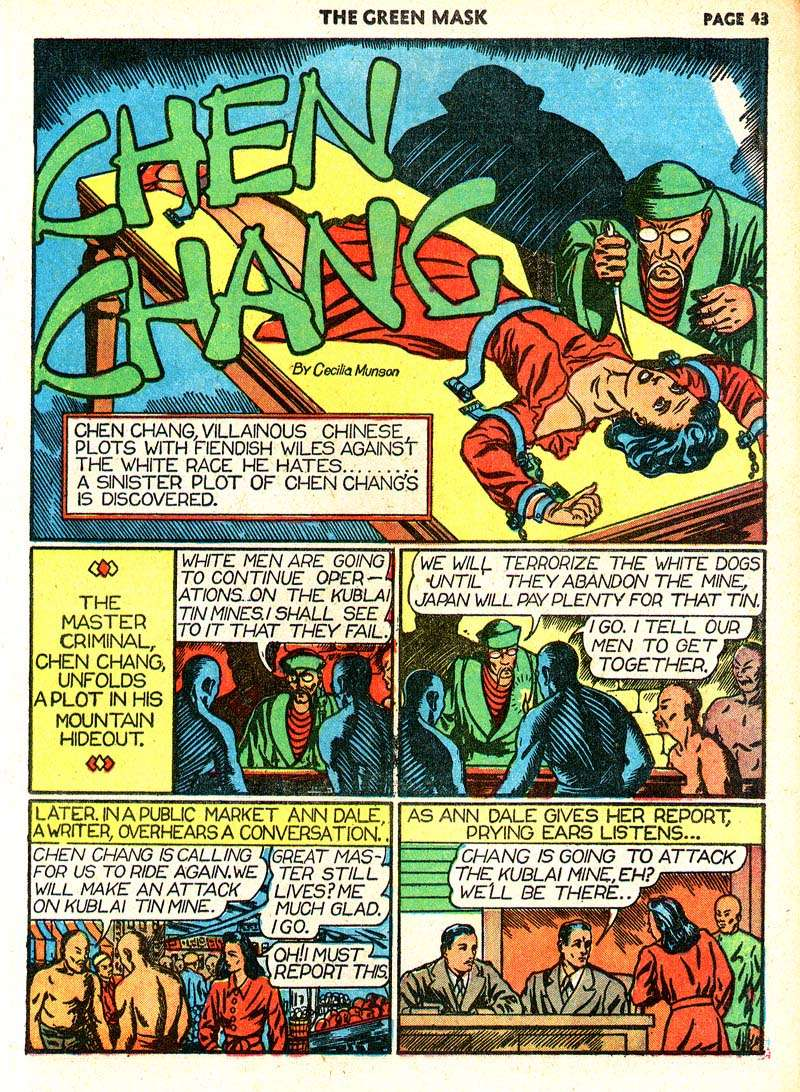
绿色面具 #6 p. 43，1941年8月，福克斯专题辛迪加，Munson Paddock 作画

1937年，出版商DC漫画在《侦探漫画》（1937年3月）的封面和第一期中以“青龙”为特色。多年后，这个角色在《新超人》（2017年6月）中再次出现，他的真实身份被揭露为易经的邪恶孪生兄弟全阳，他故意塑造了易经的黄祸形象，以期达到目的。
20世纪50年代末，阿特拉斯漫画（漫威漫画）出版了模仿傅满洲故事的《黄爪》。在当时不同寻常的是，亚裔美国联邦调查局特工吉米·吴作为他的主要对手，抵消了种族主义形象。
1964年，斯坦·李和唐·赫克在《悬疑故事》中介绍了满大人，一个受黄祸启发的超级反派，也是漫威漫画超级英雄钢铁侠的宿敌。在以漫威电影宇宙为背景的《钢铁侠3》中，满大人以十环恐怖组织的头目身份出现。英雄托尼·斯塔克（小罗伯特·唐尼饰）发现满大人是英国演员特雷弗·斯拉特里（本·金斯利饰），他被奥尔德里奇·基利安（盖·皮尔斯饰）雇佣作为自己犯罪活动的掩护。根据导演肖恩·布莱克和编剧德鲁·皮尔斯的说法，将满大人塑造成冒名顶替者避免了黄祸的刻板印象，同时通过关于军事工业复合体利用恐惧的信息使其现代化。
20世纪70年代，DC漫画公司在由丹尼斯·奥尼尔、尼尔·亚当斯和朱利叶斯·施瓦茨创作的超级反派《拉斯艾尔·古尔》中引入了与傅满洲明显相似的形象。在保持一定程度的种族模糊性的同时，该角色标志性的傅满洲胡须和中国人服装使他成为黄祸刻板印象的一个例子。在改编《蝙蝠侠：侠影之谜》中的角色时，编剧大卫·科普和导演克里斯托弗·诺兰让渡边谦扮演冒名顶替的拉斯·艾尔·古尔，以分散人们对连姆·尼森饰演的真实角色的注意力。与《钢铁侠3》一样，这样做是为了避免角色的起源问题，使它们成为故意的伪造品，而不是不同文化阴险设计的真实写照。
漫威漫画将傅满洲视为他的儿子功夫大师尚气的主要敌人。由于漫威漫画后来失去了傅满洲这个名字的权利，他后来的出现给了他真实的名字郑祖。漫威电影宇宙电影《上气与十环传奇》（2021年）用徐文武（梁朝伟饰）取代了傅满洲，这是一个部分受郑祖和满大人启发的原创角色；因此，淡化了黄祸的含义，因为文武的反对者是亚洲超级英雄，他的儿子上气（刘思慕饰），而不是托尼·斯塔克，同时省略了对傅满洲这个角色的提及。

## 備註
1. ↑  在最後一批約1.9萬名中國人於1938年被驅逐後，時中國人數量便不及當地人口的1%。參見П. Коровяковский, ( 科羅維亞科夫斯基 )“Китайцы жертвы сталинских репрессий,” ( 中國人─史達林鎮壓的犧牲品 ) Проблемы Дальнего Востока, ( 遠東問題 ) No.2 (1991), 142-145，以及John J. Stephan, The Russian Far East: A History (Stanford: Stanford UniversityPress, 1996), 213。

## 延伸閱讀
- 孫隆基：〈1908：黃禍論的一年――中、德、英三國文本的比較 （页面存档备份，存于）〉。
- 李广益：〈“黄种”与晚清中国的乌托邦想象 （页面存档备份，存于）〉。

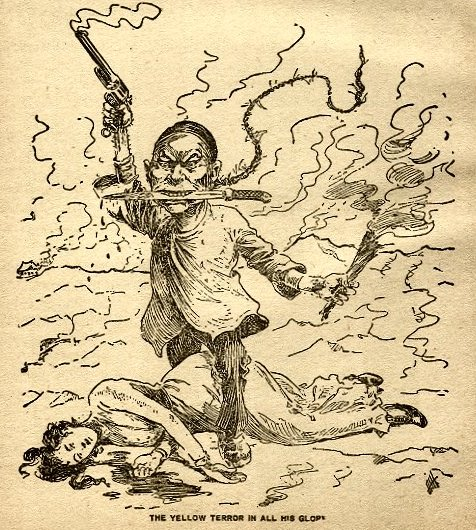
1899年漫画《黄祸的辉煌》，该种族主义漫画描绘了一个反殖民主义的清国男子站在一个被杀死的白人婦女身边，这个妇女代表了西方世界。

- Yellow Peril, Collection of British Novels 1895–1913, in 7 vols., edited by Yorimitsu Hashimoto, Tokyo: Edition Synapse. ISBN 978-4-86166-031-3
- Yellow Peril, Collection of Historical Sources, in 5 vols., edited by Yorimitsu Hashimoto, Tokyo: Edition Synapse. ISBN 978-4-86166-033-7
- Baron Suematsu in Europe during the Russo-Japanese War (1904–05): His Battle with Yellow Peril, by Matsumura Masayoshi, translated by Ian Ruxton (lulu.com, 2011)
- Dickinson, Edward Ross. . German Studies Review. 2002, 25 (2): 255–284. JSTOR 1432992. PMID 20373550. doi:10.2307/1432992.
- Palmer, James The Bloody White Baron: The Extraordinary Story of the Russian Nobleman Who Became the Last Khan of Mongolia, New York: Basic Books, 2009, ISBN 0465022073.
- Yellow Peril!: An Archive of Anti–Asian Fear, edited by John Kuo Wei Tchen and Dylan Yeats. ISBN 978-1781681237